# Liste Münchner Straßennamen/S

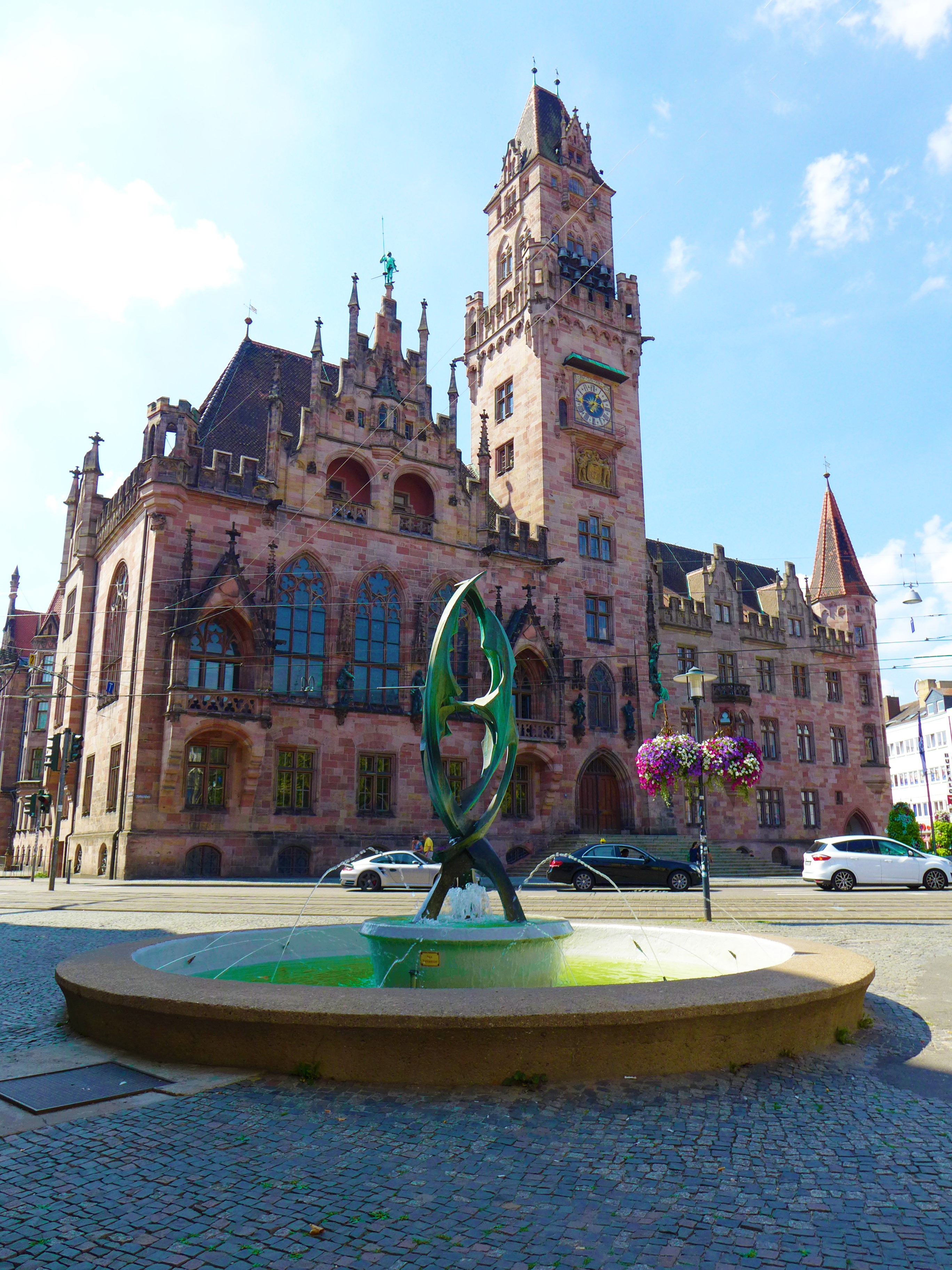
Saarbrücken, Rathaus St. Johann, erbaut von Georg von Hauberrisser, dem Architekten des Neuen Münchener Rathauses

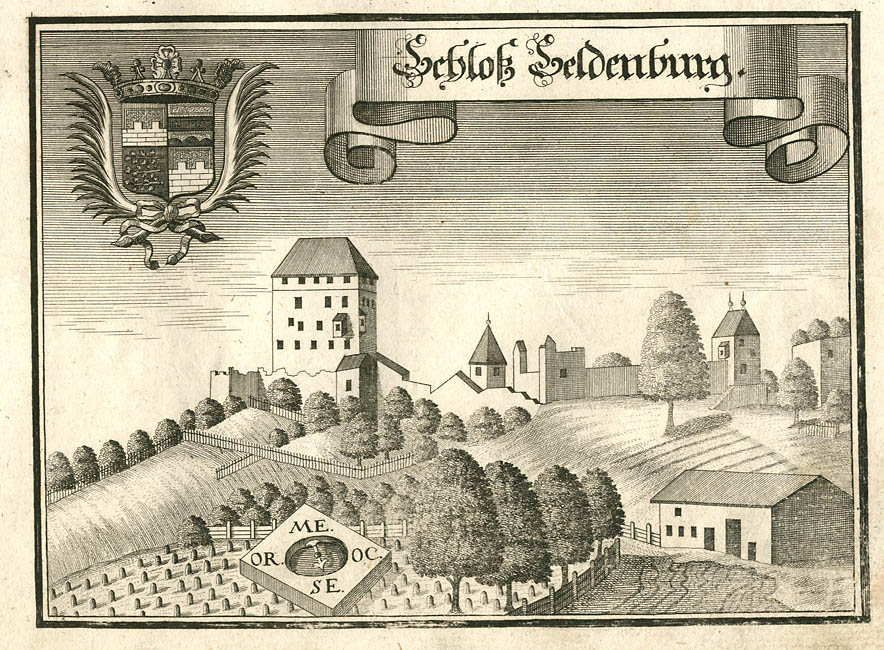
Burg Saldenburg

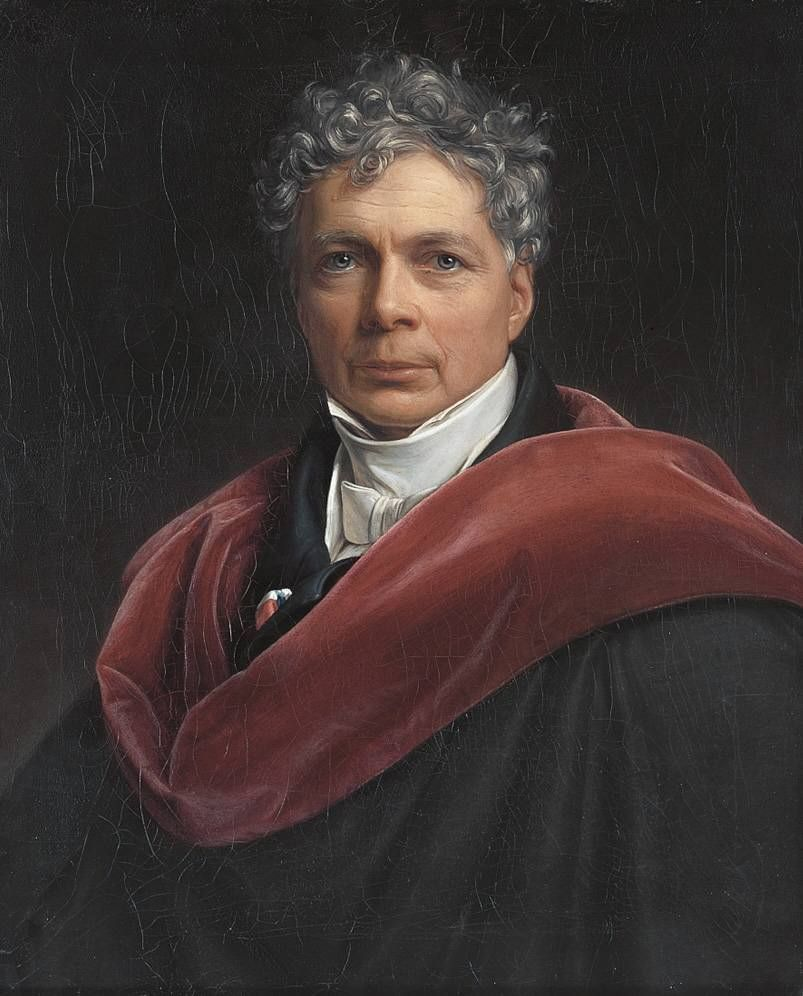
Friedrich Wilhelm Joseph Schelling

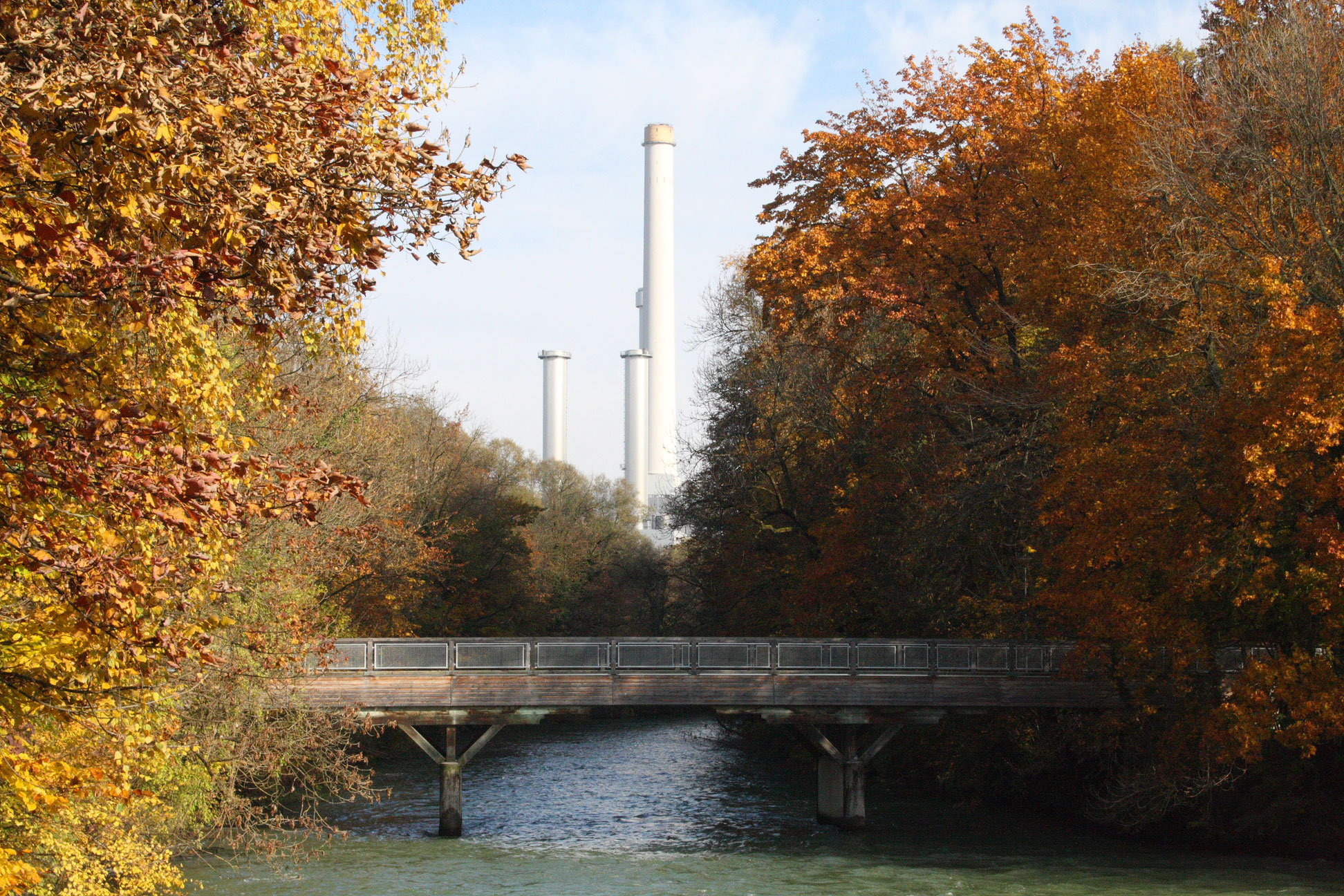
Schinderbrücke

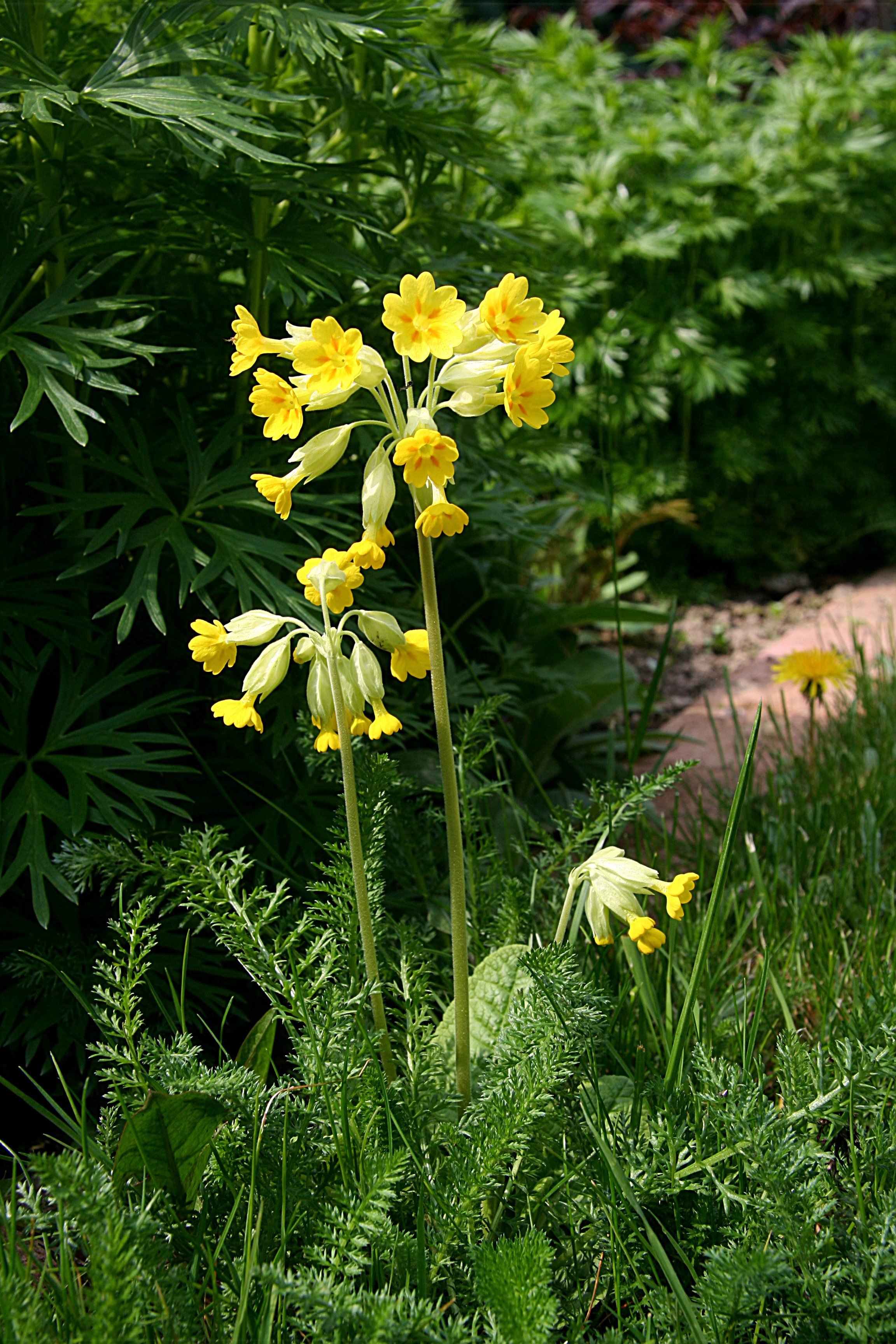
Schlüsselblume

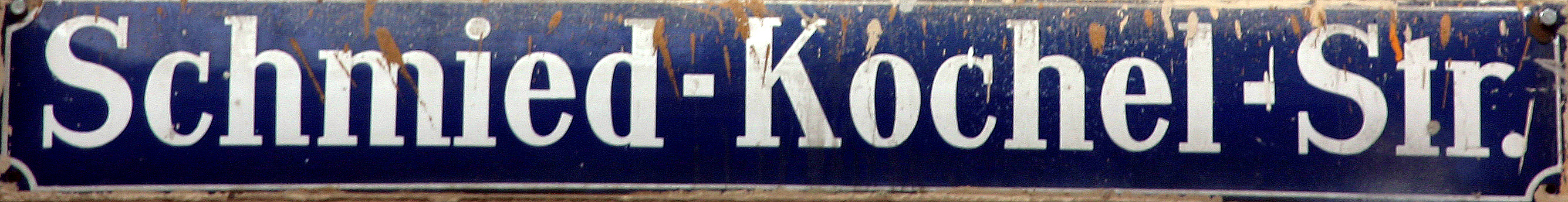
Schmied-Kochel-Straße

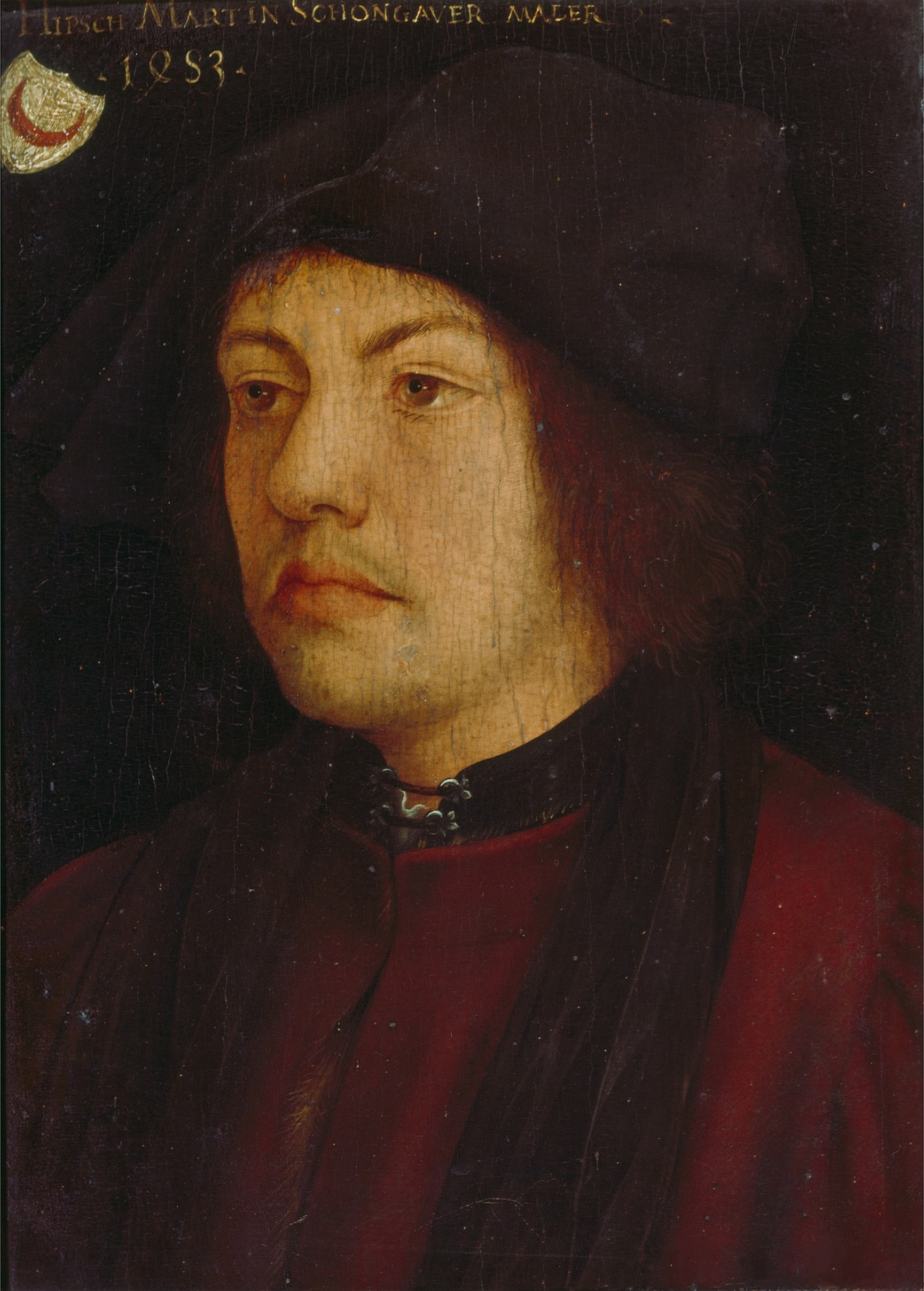
Martin Schongauer

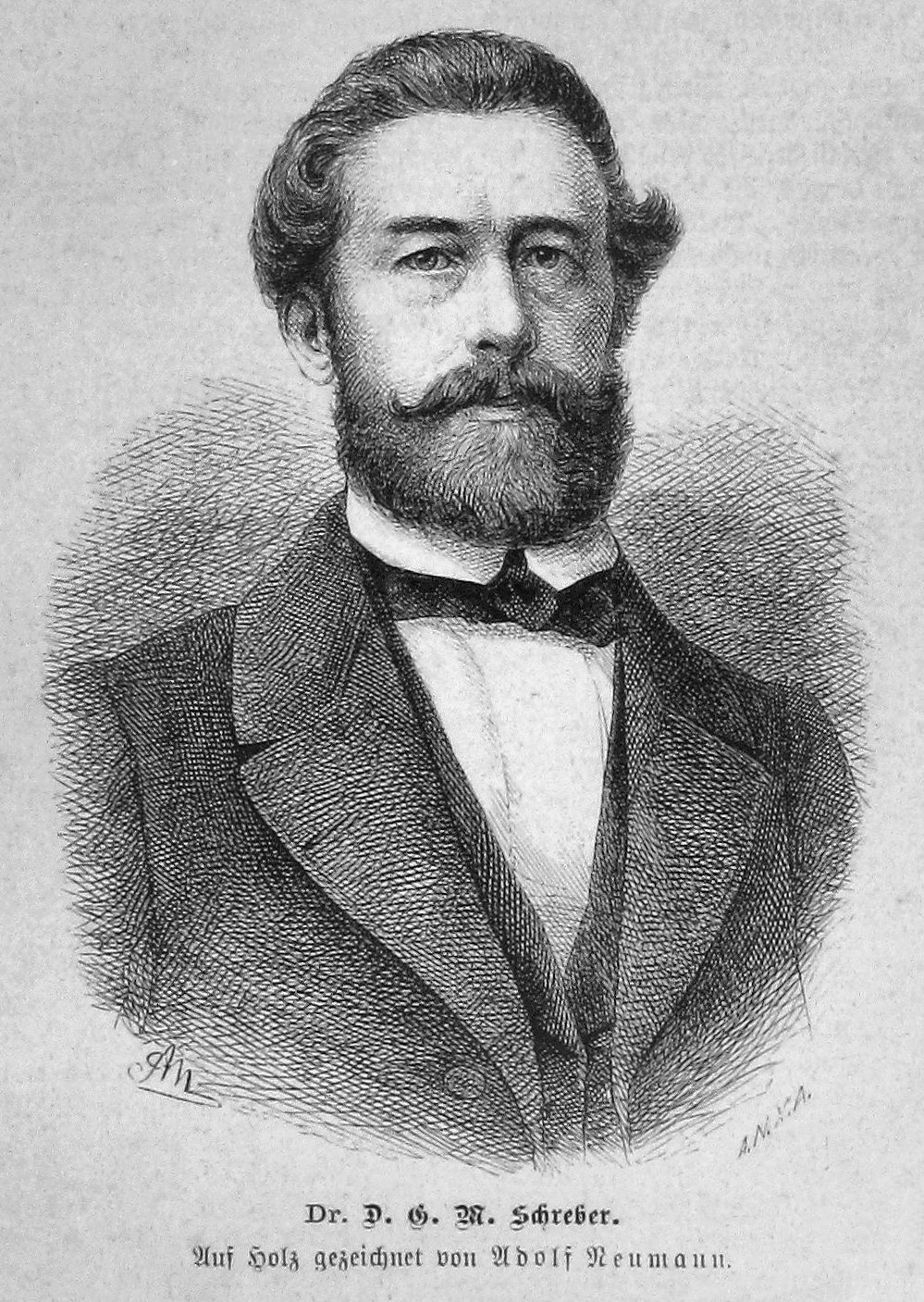
Moritz Schreber

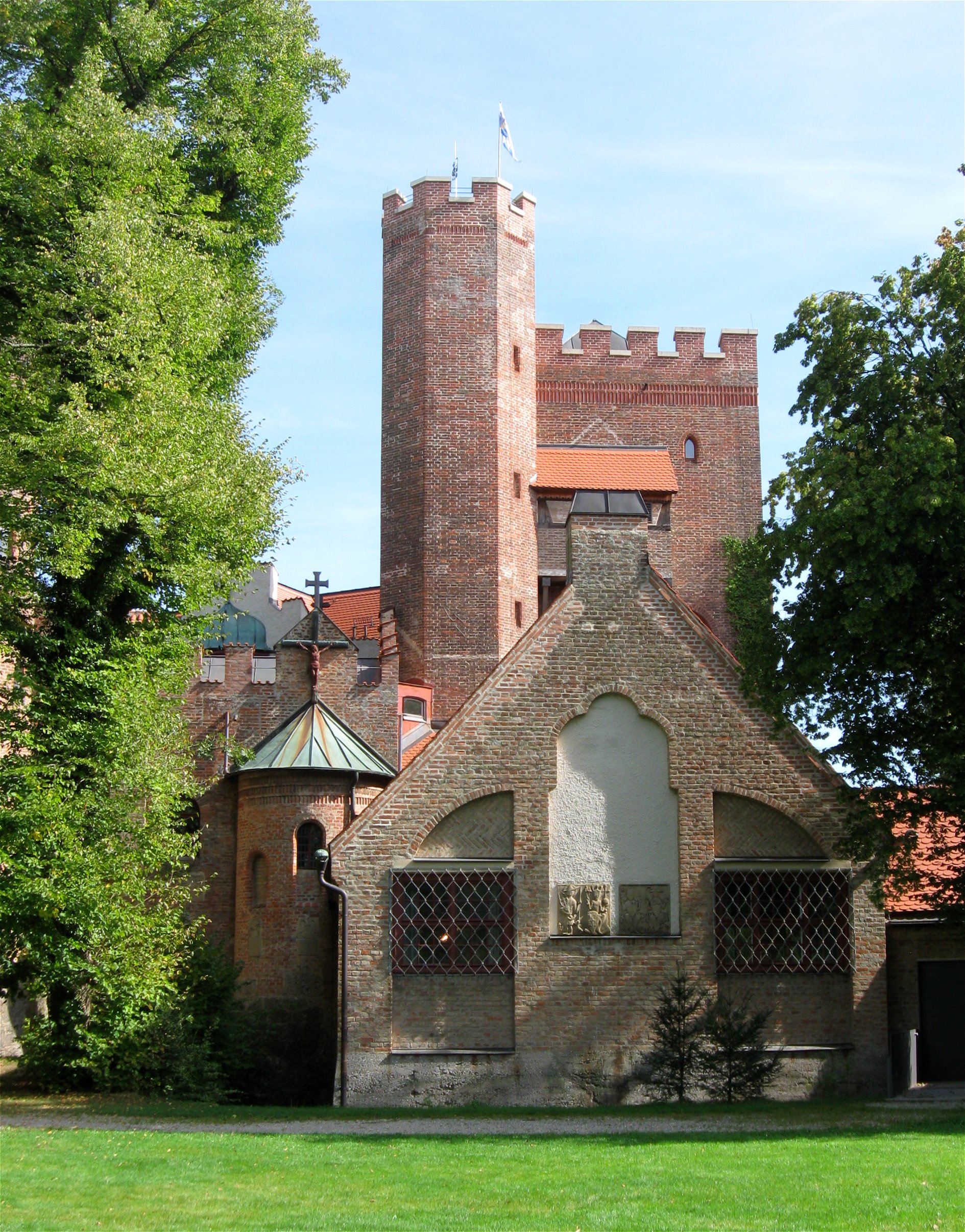
Burg Schwaneck

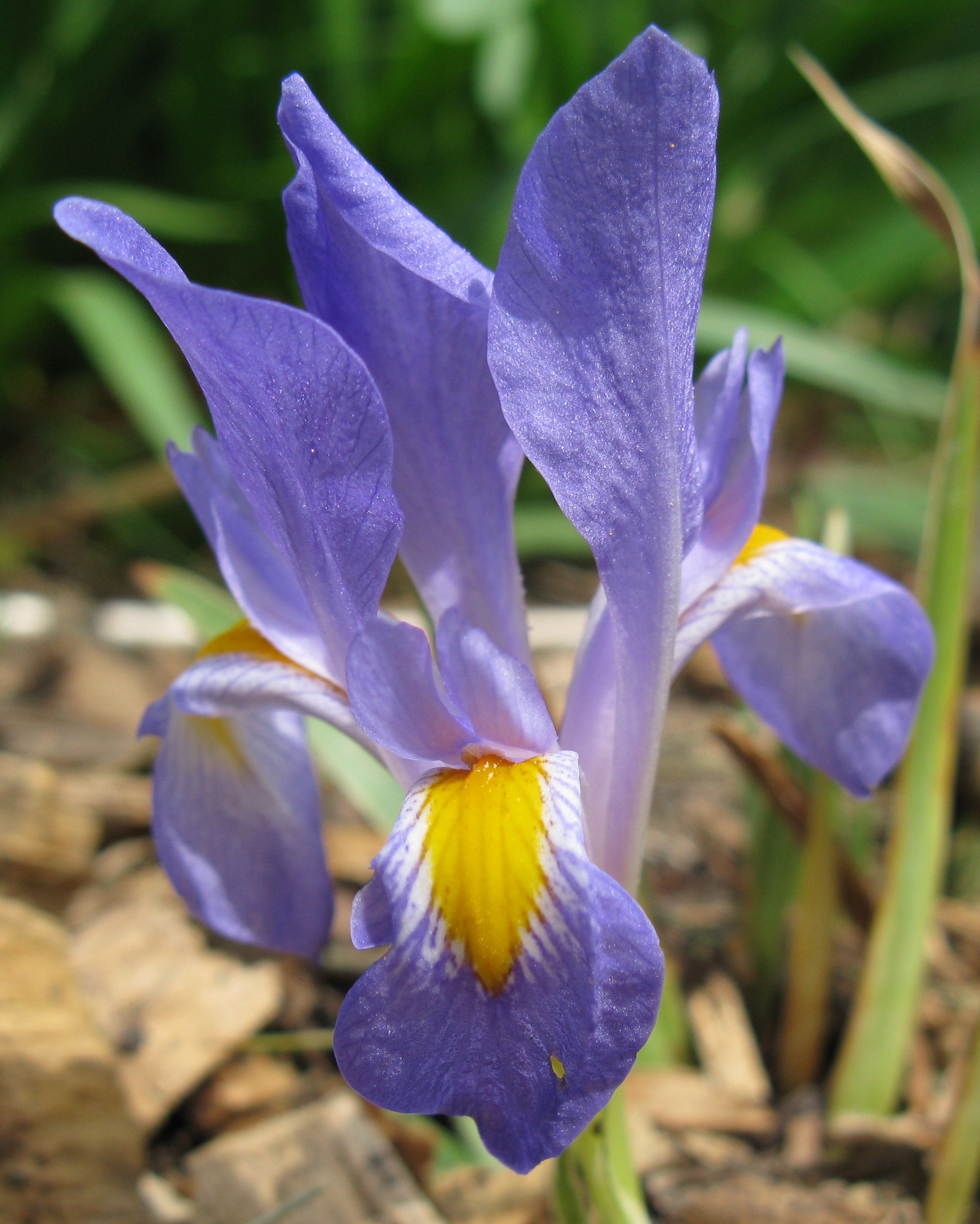
Iris verna

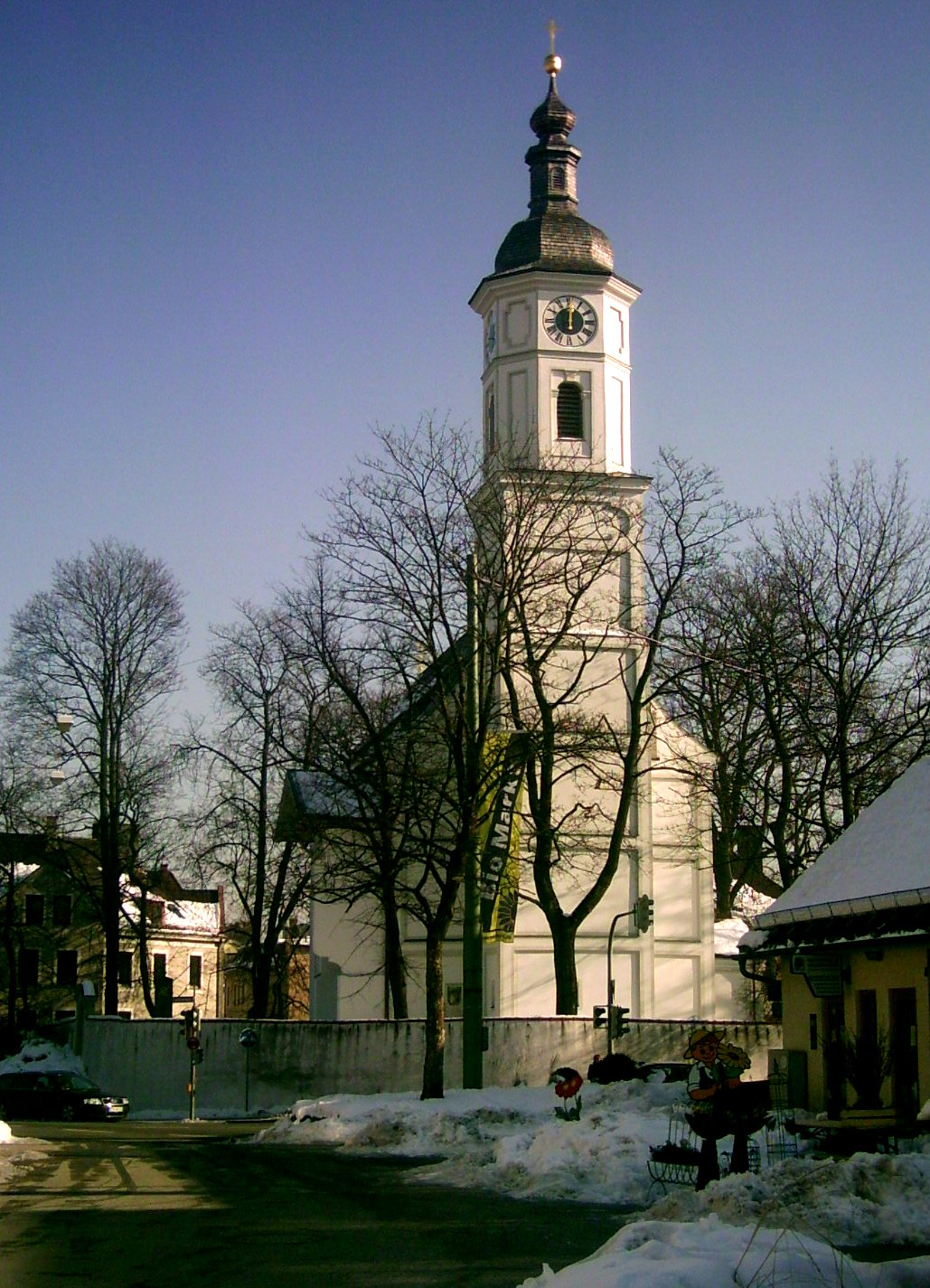
Sendlinger Kirche

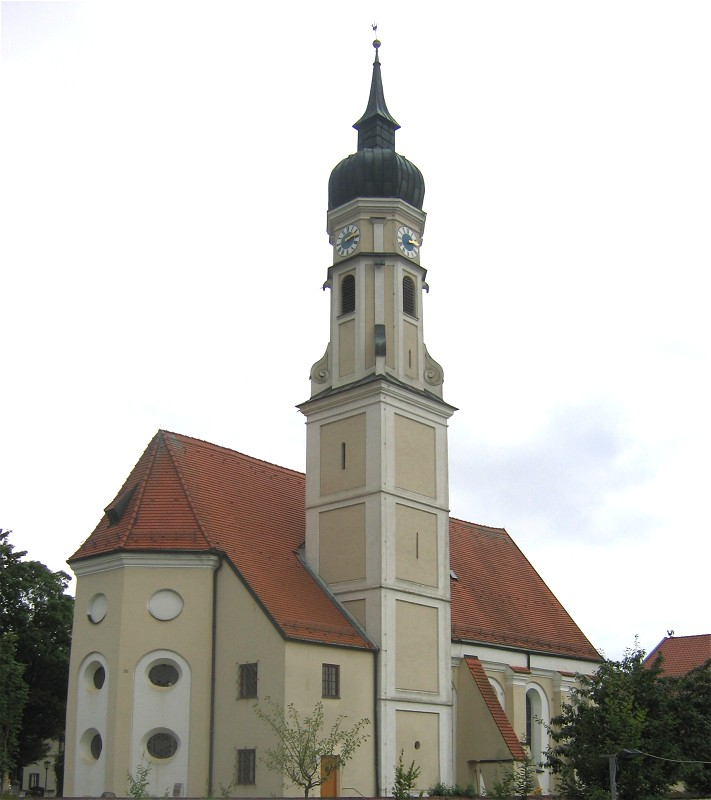
St. Peter in Siegertsbrunn

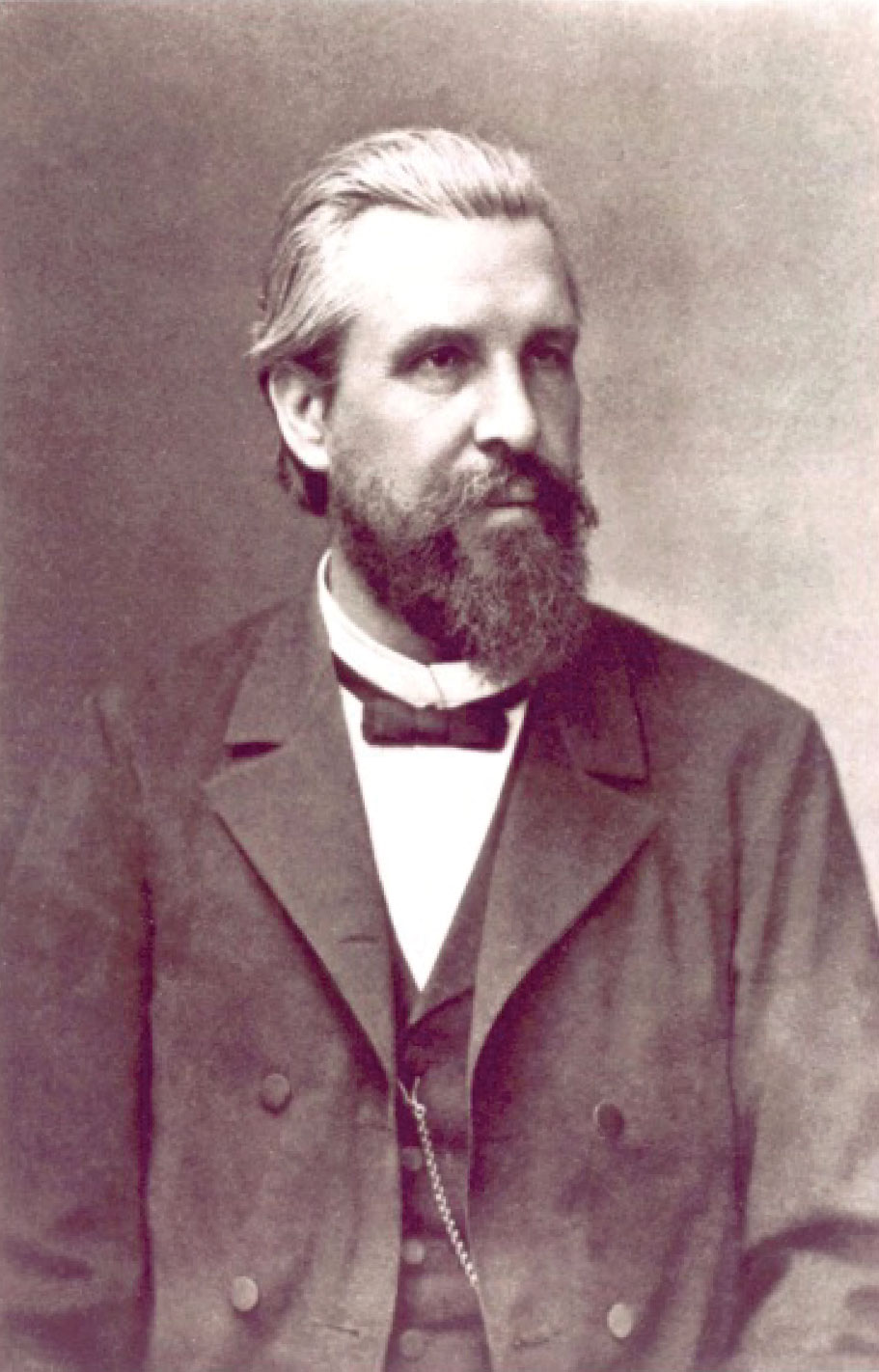
Leonhard Sohncke

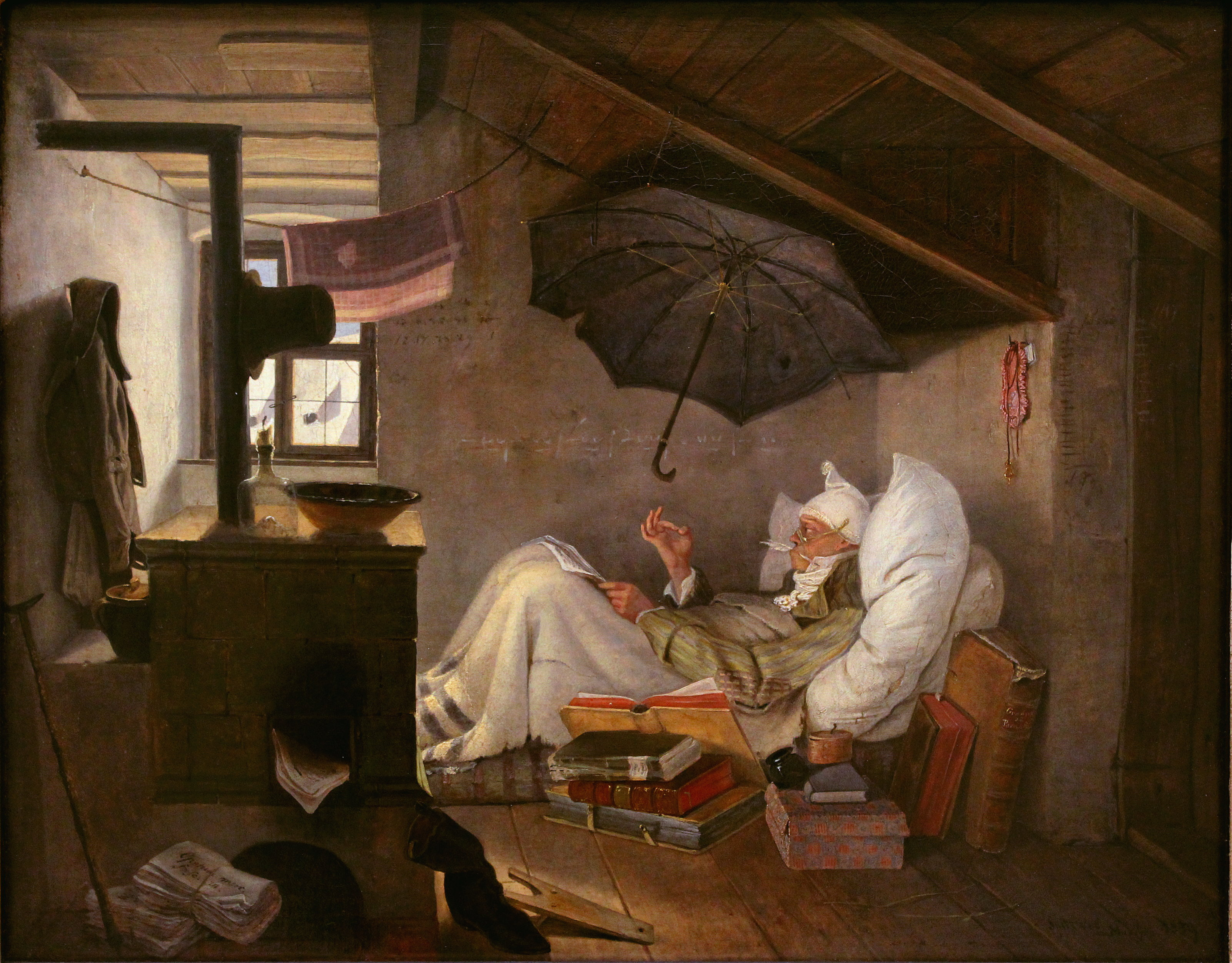
Carl Spitzweg:
Der arme Poet, 1839

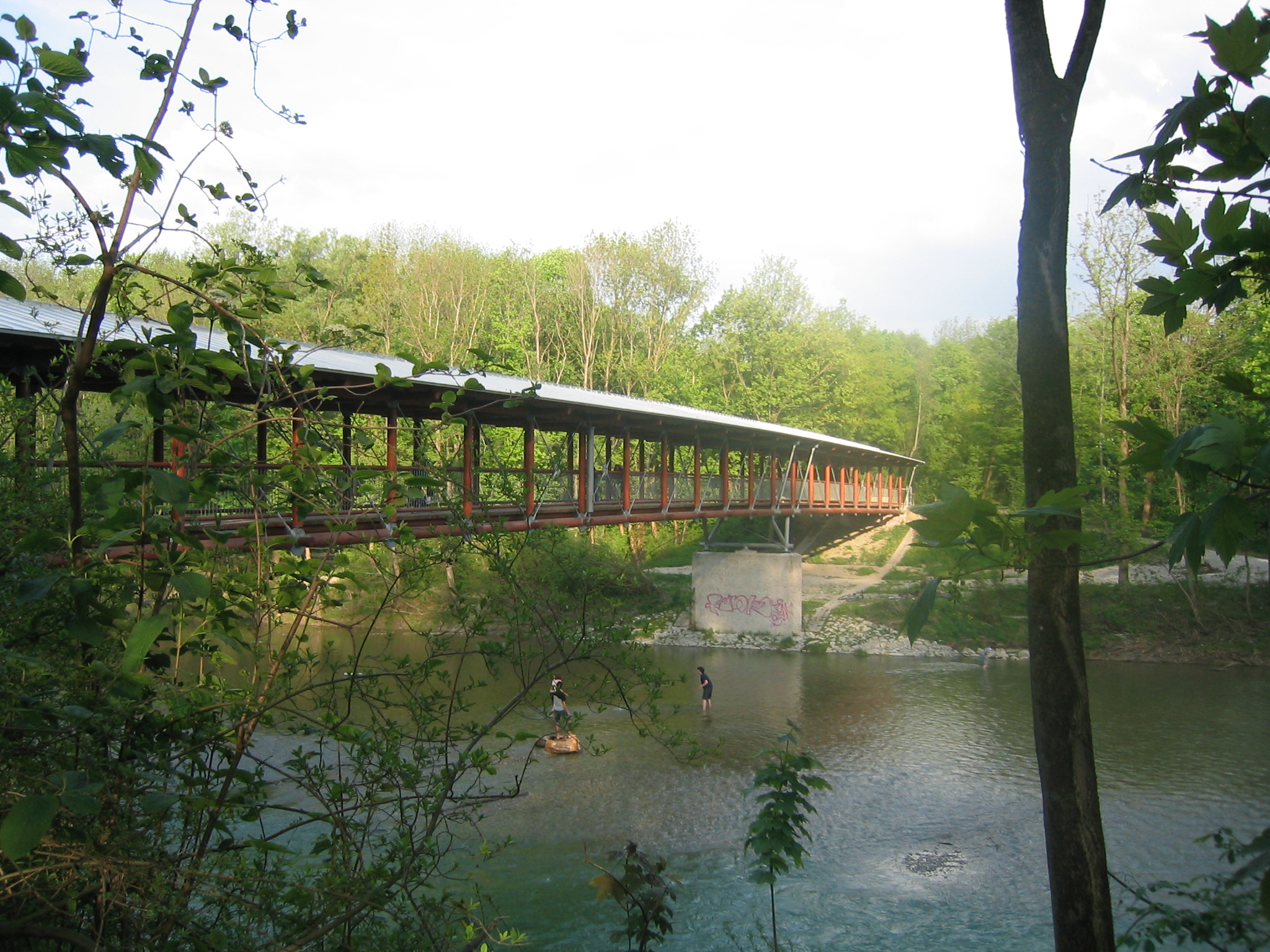
St.-Emmeram-Brücke

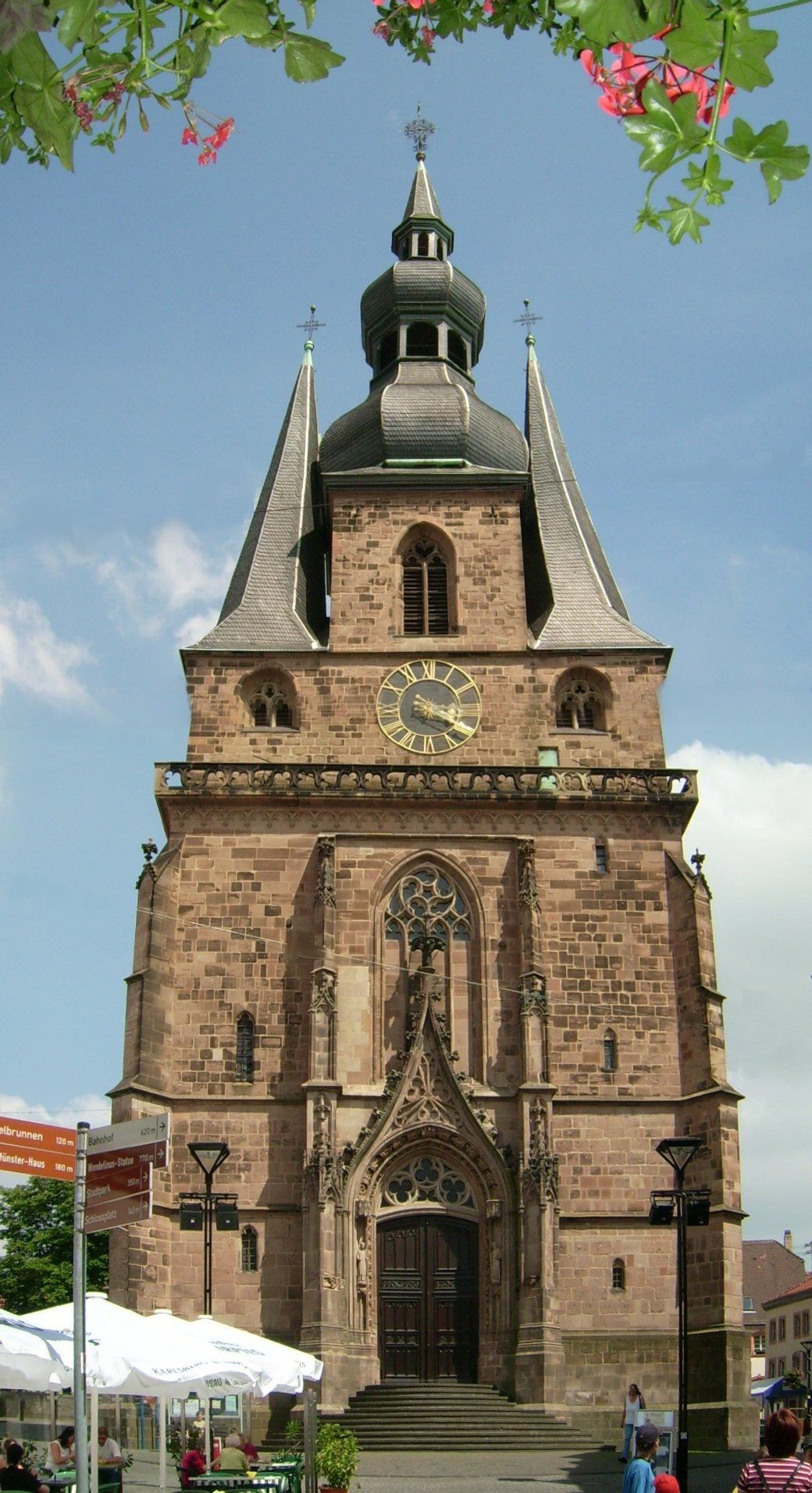
St. Wendel, Wendalinusbasilika, Grablege des heiligen Wendel

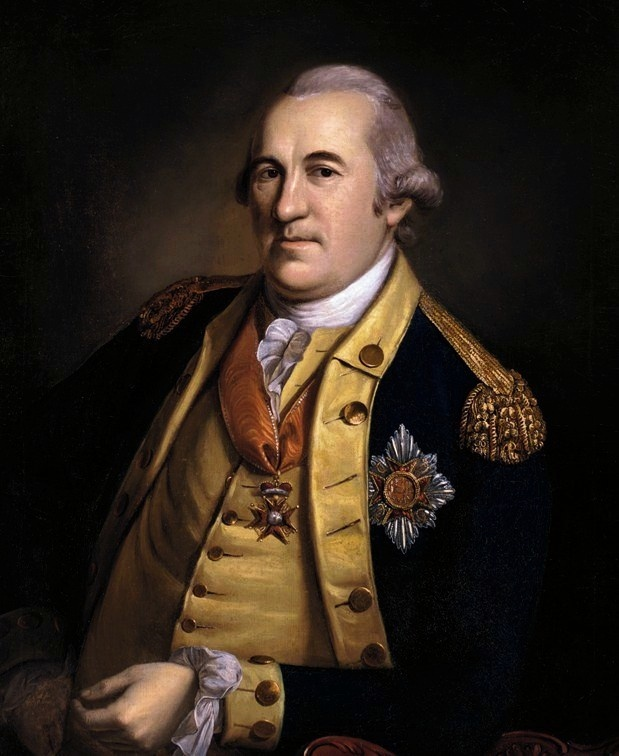
Friedrich Wilhelm von Steuben

Die Liste Münchner Straßennamen listet Namen von Straßen und Plätzen der bayerischen Landeshauptstadt München auf und führt dabei auch die Bedeutungen und Umstände der Namensgebung an. Aktuell gültige Straßenbezeichnungen sind in Fettschrift angegeben, nach Umbenennung oder Überbauung nicht mehr gültige Bezeichnungen in Kursivschrift.
Aufgrund der großen Anzahl Münchner Straßennamen ist die Liste in alphabetisch sortierte Unterlisten aufgeteilt.
Saalachseestraße, Obersendling
(1925) Saalachsee, Stausee südlich von Bad Reichenhall
Saalburgstraße, Neuhadern
(1938) Römerkastell Saalburg bei Bad Homburg
Saalestraße,
(1935) Flüsse:
Fränkische Saale
„Sächsische“ Saale
Saarbrücker Straße, Obersendling
(1959) Saarbrücken, Hauptstadt des Saarlandes
Saargemünder Straße, Obersendling
(1930) Saargemünd (franz. Sarreguemines), Stadt in Lothringen an der Mündung der Blies in die Saar, Département Moselle
Saarlouiser Straße, Moosach
(1984) Saarlouis, Kreisstadt im Saarland nordwestlich von Saarbrücken, gegründet 1680 durch Ludwig XIV. als Festungsstadt, während der Französischen Revolution bis 1810 Sarre-Libre, 1936–1945 Saarlautern, Umbenennung der Straße von Saarlauterner Straße zu Saarlouiser Straße 1984.
Saarstraße, Schwabing-West
(1920) Saar (franz. Sarre), rechter Nebenfluss der Mosel
Säbener Platz, Harlaching
(1922) Kloster Säben in Südtirol
Säbener Straße, Untergiesing-Harlaching
(1906) siehe vorstehend
Sabine-Schmitt-Straße, Harlaching
(1900) Sabine Schmitt (1799–1872), Witwe eines Appellationsgerichtspräsidenten, wohltätige Stifterin
Sachranger Straße, Obergiesing
(1922) Sachrang, Gemeinde in Oberbayern südwestlich von Aschau
Sachsenkamstraße,
(1923) Sachsenkam, Gemeinde in Oberbayern südwestlich von Holzkirchen
Sachsenspiegelstraße, Lerchenau
(1945) Sachsenspiegel, ältestes Rechtsbuch des deutschen Mittelalters
Sachsenstraße, Untergiesing
(1901)
Sachsen, deutsches Bundesland und Freistaat
westgermanischer Volksstamm (Altsachsen)
Säckingenstraße, Harlaching
(1910) Bad Säckingen, Stadt am Hochrhein
Sadelerstraße, Neuhausen
(1906) Jan Sadeler (um 1550–1600), niederländischer Kupferstecher
Safferlingstraße, Neuhausen
(1903) Benignus von Safferling (1824–1899), bayerischer General der Infanterie und Kriegsminister
Saganer Weg, Daglfing
(1972) Sagan, polnischer Stadt
Sägstraße, Obergiesing
(1876) südlich der Pfarrhofstraße
(1956) Sägefeiler, Gewerbetreibende, früher wohnten dort viele
Saherrstraße, Laim
(1901) Eusebius Saherr, Kapuzinerpater, eine der 42 Geiseln im Dreißigjährigen Krieg in schwedischer Gefangenschaft
Sailerstraße, Schwabing-West
(1913) Augustin Sailer, Kammerherr und Schatzmeister des Kurfürsten Ferdinand Maria
Saint-Privat-Straße, Haidhausen
(1902) Saint-Privat-la-Montagne, französische Gemeinde in Lothringen
Salbauerstraße, Pasing
(1956) Salbauer, alter Hofname
Salbeistraße, Lerchenau
(1945) Salbei, Pflanzengattung in der Familie der Lippenblütler
Saldenburgstraße, Aubing
(2012) Burg Saldenburg im Bayerischen Wald
Saleggstraße, Giesing
(1958) Burg Salegg in Südtirol
Salierstraße, Untergiesing
(1899) Salier, ostfränkisches Adelsgeschlecht im römisch-deutschen Reich des 10. bis 12. Jahrhunderts
Sallerweg, Forstenried
(1955) Philipp Saller (1703–1744), Pfarrer in Forstenried
Salmdorfer Straße, Daglfing
(1925) Salmdorf, Ortsteil von Haar bei München
Salomeweg, Bogenhausen
(1982) Salome, Oper von Richard Strauss
Salpeterstrasse,
(1835)
Salpeterstraße,
(1876)
Salvatorplatz, Altstadt
(vor 1318) St.-Salvator-Kapelle, ehemalige Friedhofskapelle, heute griechisch-orthodoxe Kirche
Salvatorstrasse,
(um 1806)
Salvatorstraße, Altstadt
(1845) siehe vorstehend
Salzachstraße, Obersendling
(1959) Salzach, rechter Nebenfluss des Inns
Salzburger Straße, Pasing
(1953) Salzburg, Hauptstadt des gleichnamigen österreichischen Bundeslandes
Salzmannstraße, Waldperlach
(1931) Christian Gotthilf Salzmann (1744–1811), deutscher evangelischer Pfarrer und Pädagoge
Salzmesserstraße, Kirchtrudering
(1954) Salzmesser, Münchner Zunft, deren Mitglieder das Salz auf den ankommenden Fuhrwerken beurteilten und abmaßen
Salzsenderweg, Oberföhring
(1989) ehemaliger Fuhrweg der Salzhändler
Salzstraße, Ludwigsvorstadt, Maxvorstadt
(1845) Teil der ehemaligen Salzstraße von Reichenhall nach Augsburg; 1890 in Arnulfstraße und Hackerbrücke umbenannt
Salzstraße, Johanneskirchen
(1954) Teil der ehemaligen Salzstraße von Reichenhall nach Augsburg
Sämannstraße, Neuaubing (Lochham)
Die Straße gehört zum Gräfelfinger Ortsteil Lochham, die Häuser 100 und 102 liegen aber im Münchner Stadtgebiet.
Sambergerstraße, Solln
(1953) Leo Samberger (1861–1949), Maler und Porträtist der Münchner Prominenz
Sambugastraße, Daglfing
(1930) Joseph Anton Sambuga (1752–1815), deutscher römisch-katholischer Theologe
Samerhofstraße, Obermenzing
(1951) SAmerhof, Hausname eines ehemaligen Anwesens in der Hofmark Menzing
Samlandstraße, Straßtrudering
(1936) Samland, Halbinsel in der östlichen Ostsee
Sammetstraße,
(1876)
Sammtstraße, Au
(1854) Sammt- (Sammet, Samt) und Purpurweber aus der Tuchmacherzunft
Sammy-Drechsel-Straße, Perlach,
(2015) Sammy Drechsel (1925–1986), Journalist, Regisseur und Sportreporter
Samoastraße, Waldtrudering
(1933) Samoainseln, Inselgruppe im Pazifischen Ozean
Sanatoriumsplatz, Harlaching
(1900) Sanatorium Harlaching (heute Klinikum Harlaching)
Sandbergstraße, Lochhausen
(1942) Sandberg, einem Kalktuffhügel westlich von Lochhausen
Sandbienenweg, Hasenbergl
(2001) Sandbiene, Gattung der solitären Bienen
Sanddornstraße, Freimann
(1972) Sanddorn, Pflanzengattung in der Familie der Ölweidengewächse
Sanderplatz, Obermenzing
(1955) Friedrich Sander (1856–1899), Komponist, Solocellist am Bayerischen Staatstheater in München
Sandgrubenstraße,
(1876)
Sandgrubenweg, Perlach
(1930) Sandgrube eines Bauern in Perlach, zu der die Straße früher führte
Sandrartstraße, Laim
(1904) Joachim von Sandrart (1606–1688), Maler, Kupferstecher und Kunstschriftsteller
Sandstraße,
(1876)
Sandstraße, Maxvorstadt
(1811) Sandgruben in der Gegend; neben einer großen Grube stand das "Sandhäusl", wovon es ein Bild von August Seidl gibt
Sandtnerstraße, Schwanthalerhöhe
(1929) Jakob Sandtner (16. Jahrhundert), Drechslermeister, fertigte Stadtmodelle
Sansibarstraße, Waldtrudering
(1933) Sansibar, Inselgruppe 30 km vor der Ostküste Afrikas
Säntisstraße, Gartenstadt Trudering
(1933) Säntis, Berg in der Schweiz
Santrigelstraße, Kirchtrudering
(1957) Santrigel, alter bayerischer Pfingstbrauch
Saportastraße, Neuhausen
(1900) Friedrich von Saporta (1794–1853), bayerischer Generalmajor und Hofmarschall der Königin Therese
Sappelstraße, Mittersendling
(1955) Lorenz Sappel (1705–1779), Baumeister
Sapporobogen, Milbertshofen, Moosach
(1971) Sapporo, Hauptstadt der japanischen Insel Hokkaidō, seit August 1972 Partnerstadt Münchens
Sarah-Sonja-Lerch-Weg, Neuperlach
(2019) Sarah Sonja Lerch (1882–1918), Politikerin, Pazifistin
Sarasatestraße, Obermenzing
(1947) Pablo Martin Sarasate (1844–1908), spanischer Geiger und Komponist
Sattlergasse,
(1835)
Sattlerstraße, Altstadt
(vor 1806) Sattlermeister Joseph Roßkopf gehörte das Eckhaus an dieser Straße
Sattlerstraße,
(1876)
Sauerbruchstraße, Großhadern
(1962) Ernst Ferdinand Sauerbruch (1875–1951), deutscher Arzt und Sanitätsoffizier
Säulingstraße, Sendling-Westpark
(1921) Säuling, Berg in den Ammergauer Alpen
Saumweberstraße, Pasing
(1956) Martin Saumweber (1874–1944), Mitglied des Stadtrates und wohltätiger Stifter
Savitsstraße, Daglfing
(1930) Jocza Savits (1847–1915), ungarischer Schauspieler, Regisseur und Schriftsteller
Savoyenstraße, Nymphenburg
(1921) zu Ehren der Kurfürstin Adelheid Henriette Maria von Bayern, die aus dem Herzogtum Savoyen stammte
Scapinellistraße, Pasing
(1969) Carl Graf Scapinelli (1876–1959), österreichisch-deutscher Autor und Dramaturg
Schaarschmidtstraße, Feldmoching
(1947) Werner Schaarschmidt (1887–1943), Kletterer, Pionier des Skisports und Regisseur
Schachblumenweg, Großhadern
(1947) Schachblume, Pflanzenart aus der Familie der Liliengewächse
Schachenmeierstraße, Neuhausen
(1956) Wilhelm Schachenmeier (1882–1927), Architekt
Schachnerstraße, Thalkirchen
(1910) Max Schachner (1842–1896), Magistratsrat der Stadt München
Schackstraße, Schwabing, Maxvorstadt
(1897) Adolf Friedrich Graf von Schack (1815–1894), deutscher Dichter, Kunst- und Literaturhistoriker
Schädlerweg, Englschalking
(1959) Max Schädler (1836–1891), Pfarrer und Schulinspektor von Oberföhring
Schaffhauser Straße, Fürstenried
(1960) Schaffhausen, Schweizer Stadt am Hochrhein
Schäfflergasse, Altstadt
(1845)
Schäfflerstrasse,
(1835) → Schäfflerstraße
Schäfflerstraße, Altstadt
(vor 1366) Schäffler (Fassmacher) waren dort ansässig
Schäfflerstraße, Altstadt
(1876)
Schafgarbenweg, Lerchenau
(1952) Schafgarben, Pflanzengattung in der Familie der Korbblütler
Schafhäutlstraße, Am Hart
(1934) Karl Emil von Schafhäutl (1803–1890), deutscher Physiker, Geologe und Musiktheoretiker
Schaftlachstraße, Sendling
(1915) Schaftlach, Ortsteil von Waakirchen östlich von Bad Tölz

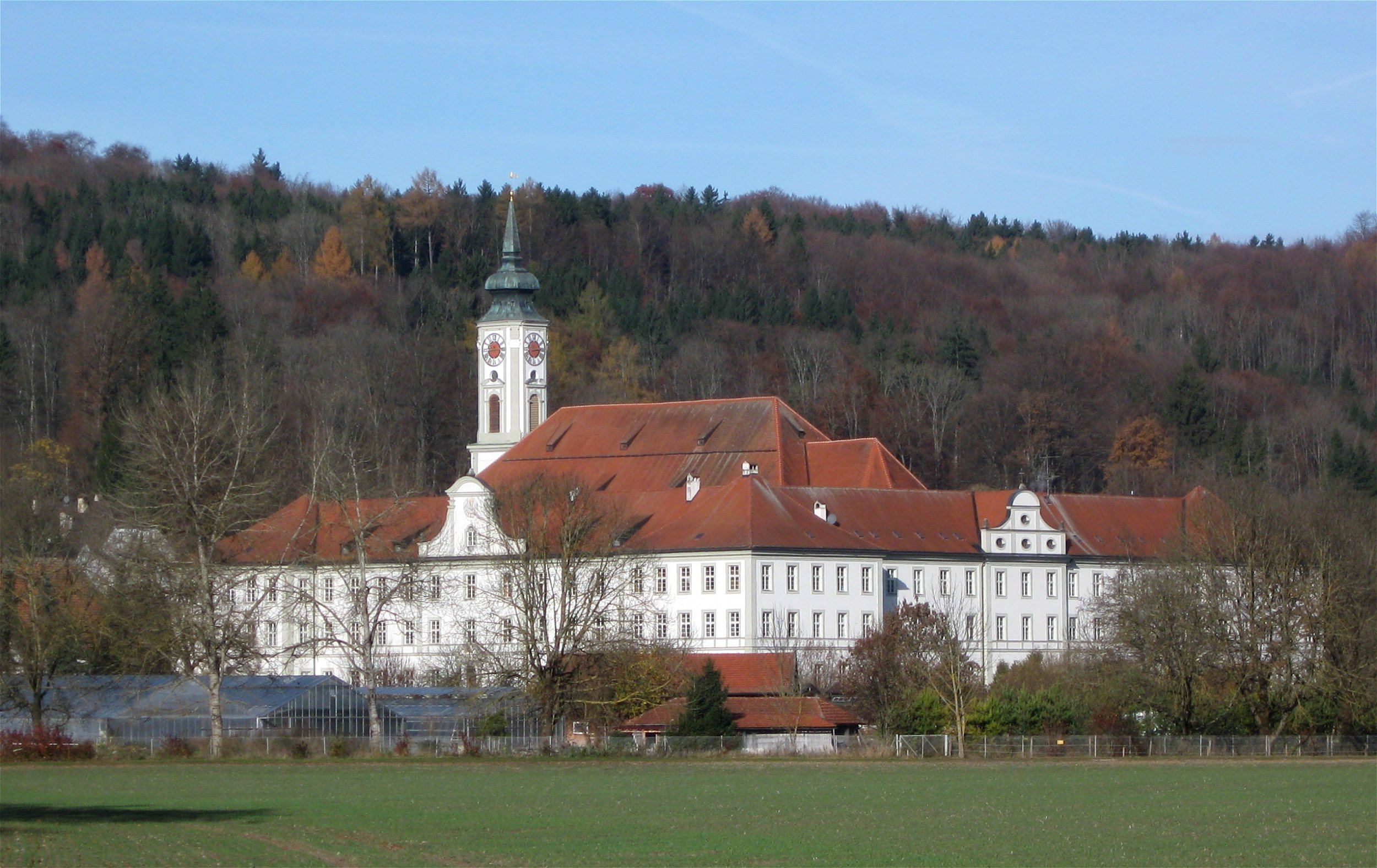
Das Kloster Schäftlarn

Schäftlarnstraße, Sendling, Thalkirchen
(1894) Kloster Schäftlarn im Isartal
Schaidlerstraße, Obersendling
(1956) Anton Schaidler (1866–1938), Direktor der Landesblindenanstalt in München
Schanderlweg, Trudering-Riem
(1960) Josef Schanderl (1874–1959), Justizrat und Schriftsteller
Schanzenbachstraße, Sendling
(1910) Philipp Schanzenbach (1833–1907), Major, von 1870 bis 1881 bürgerlicher Magistratsrat in München
Scharerweg, Straßtrudering
(1958) Beim Scharer, alter Hausname
Scharfenbergstraße, Waldtrudering
(1960) Albrecht von Scharfenberg, mittelhochdeutscher Dichter im 13. Jahrhundert
Scharfreiterplatz, Obergiesing
(1935) Schafreuter (auch „Scharfreiter“), Berg im Vorkarwendel in den Bayerischen Alpen
Scharfreiterstraße, Obergiesing
(1935) siehe vorstehend
Scharfzandtstraße,
Scharfzantweg, Untergiesing
(1976) Scharfzant, altes Münchner Patriziergeschlecht
Scharinenbachstraße, Lochhausen
(1947) Scharinenbach, auch Scharinnenbach, Zufluss zum Gröbenbach m Nordosten Lochhausens
Schäringerplatz, Neuhausen
(1921) Ludwig Schäringer (1839–1915), Königlicher Rat und städtischer Fondskassier in München, Stifter
Schäringerstraße, Neuhausen
(1914) siehe vorstehend
Scharnhorststraße, Moosach
(1913) Gerhard Johann David von Scharnhorst (1755–1813), preußischer Generalleutnant und Heeresreformer
Scharnitzstraße, Sendling-Westpark
(1904) Scharnitz, Gemeinde in Tirol
Schäßburger Straße, Kirchtrudering
(1960) Schäßburg, Stadt in Siebenbürgen, Rumänien
Schatzbogen, Trudering, Berg am Laim
(1974) Hans Schatz (1872–1970), Baumeister und Truderinger Bürgermeister
Schätzweg, Hasenbergl
(1962) Josef Julius Schätz (1887–1961), Journalist
Schauerstraße, Nymphenburg
(1900) Johann Schauer (auch Johann Froschauer; † um 1530), deutscher Buchdrucker
Schäufeleinstraße, Laim
(1924) Hans Leonhard Schäufelein (um 1480/1485 – um 1538 oder 1540), deutscher Maler und Grafiker
Schäufelweg, Straßtrudering
(1965) Joseph Ignaz von Schäufel (1733–1812), Stempelschneider, Münzgraveur und Porträtmedailleur
Schedelstraße, Laim
(1927)
Hartmann Schedel (1440–1514), deutscher Arzt, Humanist und Historiker
Georg Nikolaus Schedel von Greiffenstein (1752–1810), Architekt und Stadtbaudirektor in München
Schegastraße, Moosach
(1925) Franz Andreas Schega (1711–1787), Medailleur und Stempelschneider
Scheibenwiesenweg, Waldtrudering
(1936) Scheibenwiesen, alter Flurname
Scheibmeirstraße, Waldtrudering
(1955) Scheibmeir, altes Truderinger Bauerngeschlecht
Scheidegger Straße, Forstenried
(1935) Scheidegg, Marktgemeinde im bayerisch-schwäbischen Landkreis Lindau (Bodensee)
Scheidplatz, Schwabing-West
(1959) Karl Friedrich Scheid (1906–1945), deutscher Psychiater und Neurologe
Scheinerstraße, Bogenhausen
(1908) Christoph Scheiner (1573–1650), Mitglied der Gesellschaft Jesu, Physiker, Optiker und Astronom
Schellenbergstraße, Giesing
(1959) Schellenberg, Marktgemeinde im Landkreis Berchtesgadener Land
Schellingstraße, Maxvorstadt
(1857) Friedrich Wilhelm Joseph Schelling (1775–1854), Philosoph, 1806–1820 Professor an der Universität München; ursprünglicher Name Löwenstraße
Schenkendorfstraße, Schwabing
(1904) Max von Schenkendorf (1783–1817, auch Schenckendorff), deutscher Dichter
Scherbaumstraße, Perlach
(1957) Scherbaum, alter Hofname
Schererhofstraße, Freimann
(1932) Schererhof, alter Hofname
Schererplatz, Pasing
(1947) Wilhelm Scherer (1841–1886), österreichischer Germanist
Scherfweg, Bogenhausen
(1980) Robert Scherf (1869–1937), Gründer verschiedener Münchner Baugenossenschaften
Schermannsweg, Lochhausen
(1947) Schermann, alter Hausname
Scherrstraße, Nymphenburg
(1902) Gregor von Scherr (1804–1877), Abt des Benediktinerklosters Metten (1840–1856) und Erzbischof von München und Freising
Schertlinstraße, Obersendling
(1926) Sebastian Schertlin von Burtenbach (1496–1577), bedeutender Landsknechtführer
Scherzerstraße, Forstenried
(1959) Scherzer, alter Hofname
Scheurlinstraße, Pasing
(1947) Georg Scheurlin (1802–1872), deutscher Schriftsteller
Scheyerner Weg, Nymphenburg
(1982) Kloster Scheyern, Benediktinerabtei in Scheyern in Oberbayern
Schichtlstraße,
(1931) Michael August Schichtl (1851–1911), bayerischer Schausteller
Schieggstraße, Solln
(1927) Ulrich Schiegg (1752–1810), Benediktinerpater und Münchner Hofastronom Zuvor hieß sie Waldstraße (noch nicht Teil von München, da Solln erst 1938 eingemeindet wurde).
Schießstättstraße, Schwanthalerhöhe
(nach 1853) frühere Schießstätte der Privilegierten Hauptschützengesellschaft
Schießstättstraße, Sendling
(1879) Nach einer Schießstätte
Schiestlstraße, Moosach
(1947) Matthäus Schiestl (1869–1939), deutscher Maler und Grafiker
Schietweg, Neuhadern
(1947) Schiet, Münchner Ratsherrenfamilie*
Schifferlstraße, Laim
(1901) Adam Schifferl, eine der 42 Geiseln im Dreißigjährigen Krieg in schwedischer Gefangenschaft
Schikanederstraße, Pasing
(1947) Emanuel Schikaneder (1751–1812), Schauspieler, Sänger, Regisseur, Dichter und Theaterdirektor
Schilcherweg, Harlaching
(1956) Franz Sales von Schilcher (1766–1843), Beamter, Forstwirt, Finanzfachmann
Schildbergerstraße,
(1879) Johannes Schildberger
Schildensteinstraße, Berg am Laim
(1922) Schildenstein, Berg im Mangfallgebirge in Bayern
Schillerstraße, Ludwigsvorstadt
(1860) Friedrich Schiller (1759–1805), Dichter; ursprünglicher Name Singstraße
Schiltbergerstraße, Haidhausen
(1878) Johannes Schiltberger (1380 – nach 1427), ein aus der Gegend um Aichach stammender Teilnehmer am Kreuzzug von Nikopolis
Schimmelweg, Daglfing
(1956) Schimmel, weißhaariges Pferd
Schinderbrücke,
(vor 1808) Schinder, Betreiber einer früher dort ansässigen Tierkörperverwertung
Schindlerplatz, Neuperlach
(1986) Oskar Schindler (1908–1974), deutsch-mährischer Unternehmer, bewahrte während des Zweiten Weltkrieges gemeinsam mit seiner Frau etwa 1200 bei ihm angestellte jüdische Zwangsarbeiter vor der Ermordung in den Vernichtungslagern der Nationalsozialisten
Schinkelstraße, Schwabing
(1984) Karl Friedrich Schinkel (1781–1841), preußischer Baumeister, Architekt, Stadtplaner, Maler, Grafiker, Medailleur und Bühnenbildner
Schinnaglstraße, Mittersendling
(1955) Marx Schinnagl (1612–1681), Münchner kurfürstlicher Hofbaumeister
Schinnererstraße, Solln
(1957) Adolf Schinnerer (1876–1949), Maler, Mitglied der Münchner Neuen Secession
Schirmerweg, Obermenzing
(1947) Carl Schirmer (1864–1942), deutscher Politiker
Schittgablerstraße, Lerchenau
(1947) Schittgabler, Lehrerfamilie in Feldmoching
Schlachthausplatz,
(1879)
Schlachthausstraße,
(1879)
Schladminger Straße, Pasing
(1949) Schladming, Stadtgemeinde in der Steiermark/Österreich
Schlagintweitstraße, Nymphenburg
(1922) Adolf (1829–1857), Hermann (1826–1882) und Robert (1833–1885) Schlagintweit, Naturforscher und Weltreisende, Söhne von Joseph August Schlagintweit (1791–1854), Augenarzt
Schlagweg, Pasing, Großhadern
(1938) Schlagweg, alte Bezeichnung für eine Fußweg
Schlangenwegerl, Laim
(1986) Schlangen kamen vor der Bebauung hier zahlreich vor
Schlechinger Weg, Ramersdorf
(1945) Schleching, Gemeinde im oberbayerischen Landkreis Traunstein
Schlegelstraße, Mittersendling
(1927)
August Wilhelm Schlegel (1767–1845), deutscher Literaturhistoriker, Publizist und Übersetzer und dessen Bruder
Friedrich Schlegel (1772–1829), deutscher Literaturtheoretiker, Schriftsteller und Philosoph
Schlehbuschstraße, Moosach, Obermenzing
(1948) Schlehbusch, Pflanzenart aus der Familie der Rosengewächse
Schlehdorfer Straße, Giesing
(1904) Schlehdorf, Gemeinde am Kochelsee im oberbayerischen Landkreis Bad Tölz-Wolfratshausen
Schlehenstraße, Freimann
(1932) siehe Schlehbuschstraße
Schleibingerstraße, Haidhausen
(1899) Schleibinger, Münchner Bürger- und Brauerfamilie
Schleienweg, Straßtrudering
(1935) Schleie, Süßwasserfisch aus der Ordnung der Karpfenartigen
Schleiermacherweg, Neuperlach
(1977) Friedrich Daniel Ernst Schleiermacher (1768–1834), deutscher evangelischer Theologe, Altphilologe, Philosoph

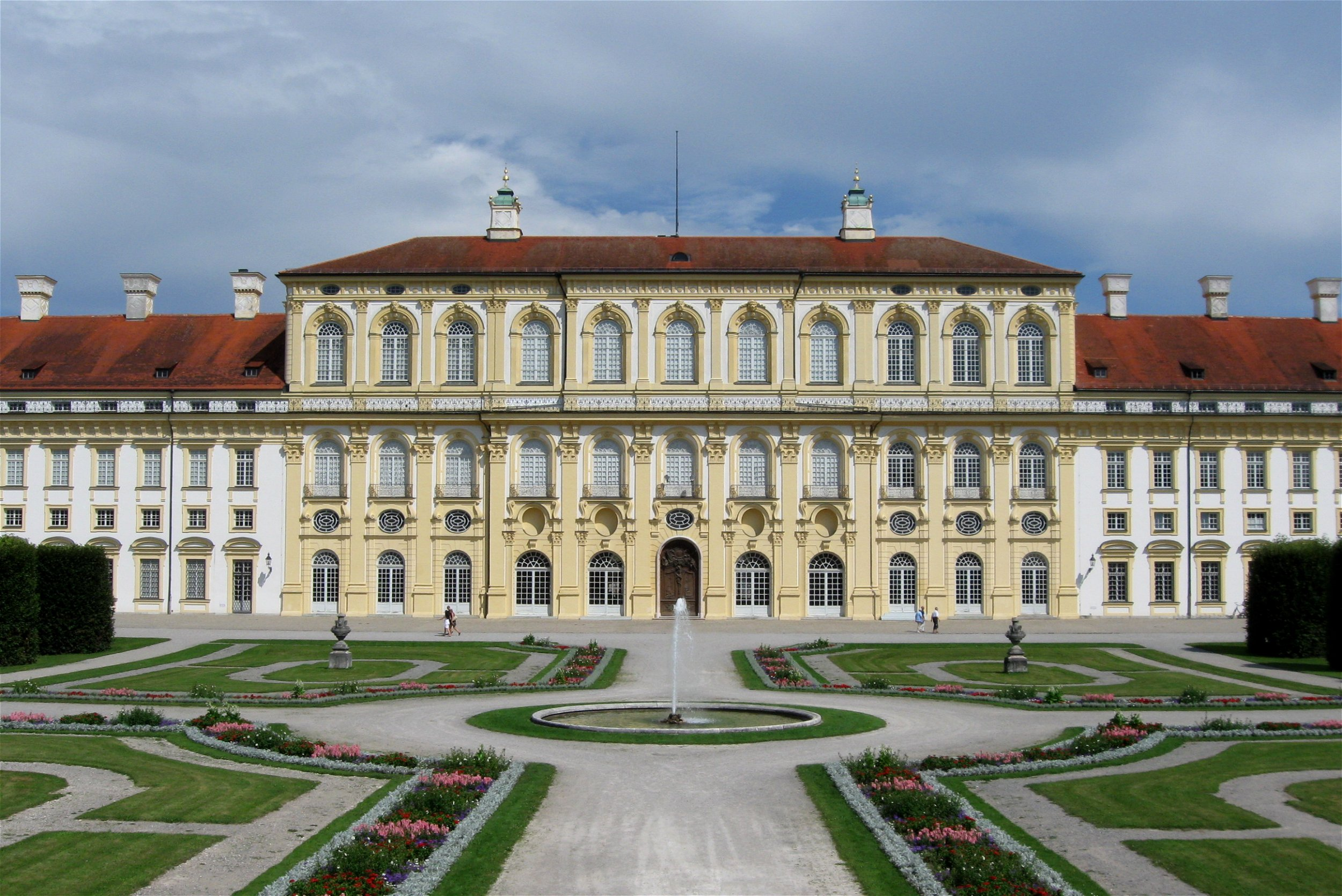
Neues Schloss Schleissheim

Schleißheimer Straße, Feldmoching-Hasenbergl, Milbertshofen-Am Hart – Schwabing-West – Maxvorstadt
(1931) Schloss Schleißheim, Zufahrtsstraße zur Sommerresidenz der bayerischen Herrscher; von vor 1364 bis nach 1854 Rennweg
Schleissheimerstrasse, Hasenbergl – Harthof – Lerchenau / Am Hart – Milbertshofen – Schwabing-West – Maxvorstadt
(1835) → Schleißheimer Straße
Schlesierstraße, Ramersdorf
(1952) Schlesier, zahlenmäßig zweitgrößte Neubürgergruppe Münchens nach dem Zweiten Weltkrieg
Schlichtegrollstraße, Englschalking
(1934) Friedrich von Schlichtegroll (1765–1822), Münchner Archäologe, Numismatiker, Bibliothekar, Illuminat und Mozartbiograf
Schlichtweg, Untergiesing-Harlaching
(1932) Heinrich Schlicht (1864–1932), Stadtrat und Kommunalreferent
Schliemannweg, Am Hart
(1938) Heinrich Schliemann (1822–1890), deutscher Kaufmann, Archäologe sowie Pionier der Feldarchäologie
Schlierachstraße, Neuharlaching
(1932) Schlierach, Abfluss des Schliersees, rechter Nebenfluss der Mangfall in Oberbayern
Schlierseestraße, Obergiesing
(1904) Schliersee in den bayerischen Alpen
Schlodererplatz, Freimann
(1932) Peter Schloderer (1862–1924), Bürgermeister der Gemeinde Freimann
Schlörstraße, Neuhausen
(1897) Gustav von Schlör (1820–1883), bayerischer Staatsminister für Handel und Öffentliche Arbeiten
Schloß-Berg-Straße, Obergiesing
(1910) Schloss Berg am Ostufer des Starnberger Sees*
Schloß-Prunn-Straße, Neuhadern
(1938) Schloss Prunn, Burg etwa vier Kilometer südöstlich der niederbayerischen Stadt Riedenburg im Landkreis Kelheim
Schloßbauernstraße, Solln
Wurde 1947 umbenannt in Kurzbauerstraße.
Schloßbauerstraße, Perlach
(1932) Schloßbauer, alter Hausname
Schlossergässchen,
(1835)
Schlossergasse,
(1845)
Schloßerstraße, Ludwigsvorstadt
Schlosserstraße, Ludwigsvorstadt
(vor 1823) Schlosser, Handwerksberuf
Schlößlanger, Freimann
(1950) Schlößlanger, alter Flurname
Schloßschmidstraße, Nymphenburg
(2007) Hausname eines dort gelegenen Bauernhofs
Schloßstraße, Haidhausen
(1856) Verlauf der Straße entlang der Schlösser von Rober von Langer und des Grafen Preysing
Schlotthauerstraße, Au
(1877) Joseph Schlotthauer (1789–1869), bayerischer Historienmaler
Schlottwiesenweg, Feldmoching
(1993) früherer Name einer Wiese
Schluderstraße, Neuhausen
(1899) Schluder (Sluder), alte Münchner Patrizierfamilie
Schlusnusstraße, Obermenzing
(1970) Heinrich Schlusnus (1888–1952), deutscher Opern- und Konzertsänger
Schlüsselbergstraße, Berg am Laim
(1915) Ritter Konrad von Schlüsselberg, letzter männlicher Vertreter seines Geschlechts
Schlüsselblumenweg, Großhadern
(1970) Schlüsselblume, Pflanzenfamilie
Schlüterstraße, Schwabing
(1984) Andreas Schlüter (1659/1664–1714), deutscher Architekt und Bildhauer
Schmaedelstraße, Pasing
(1948) Joseph von Schmaedel (1847–1923), deutscher Architekt, Fachschriftsteller und Unternehmer
Schmalkaldener Straße, Milbertshofen
(1925) Schmalkalden, Stadt im Südwesten des Freistaates Thüringen
Schmedererweg, Au, Obergiesing
(1928) Schmederer, Münchner Brauerfamilie
Schmellerstraße, Isarvorstadt
(vor 1881) Johann Andreas Schmeller, Germanist und bayerischer Sprachforscher
Schmid-Ballauf-Weg, Untermenzing
(1968) Josef Schmid (1865–1939), Landwirt und Bürgermeister von Untermenzing
Schmid-Wildy-Weg, Neuperlach
(1982) Ludwig Schmid-Wildy (1896–1982), deutscher Volksschauspieler, Regisseur, Autor und Erfinder
Schmidbartlanger, Freimann
(1950) alter Flurname
Schmidbauerstraße, Perlach
(1930) Benno Schmidbauer (1856–1933), Leiter des Distriktkrankenhauses in Perlach
Schmidgasse,
(1835)
Schmidhuberstraße, Feldmoching
(1963) Josef Schmidhuber (1880–1962), Oberlehrer in Feldmoching
Schmidkochelstraße,
(1879) → Schmied-Kochel-Straße
Schmidstraße,
(1876)
Schmidstraße, Altstadt
(um 1890) Josef Schmid († 1783), Hausbesitzer in der Straße
Schmied-Kochel-Straße,
(1878) Der Schmied von Kochel, sagenumwobener Volksheld des Aufstandes, angeblich ein siebzigjähriger Hüne, der als einer der Letzten auf dem Sendlinger Friedhof gefallen sein soll
Schmiedberg, Thalkirchen
(1951) alte Schmiede am Fuße des Berges (bis 1950)
Schmiedgasse,
(1845)
Schmiedstraße, Solln
1947 umbenannt in Faustnerweg.
Schmiedwegerl, Pasing
(1958) Verlauf der Straße zu einer Schmiede
Schmorellplatz,
(1946) Alexander Schmorell (1917–1943), Mitbegründer der Widerstandsgruppe Weiße Rose, der in der Nähe wohnte; vorher hieß der Platz Harthauser Platz
Schmuckerweg, Trudering
(1933) Schmuckerhof, ehemaliger Bauernhof
Schmuzerstraße, Mittersendling
(1958) Schmuzer (Schmutzer), Stuckatoren- und Architektenfamilie aus Wessobrunn (Wessobrunner Schule)
Schnablstraße, Obermenzing
(1938) Asmus der Schnabl, Pfleger der Hofmark Menzing
Schnaderböckstraße, Schwanthalerhöhe
(1901) Sebastian Schnaderböck († um 1727), Münchner Schneidermeister
Schneckenburgerstraße, Haidhausen
(1899) Max Schneckenburger (1819–1849), Dichter
Schneckestraße, Perlach
(1930) Schnecke (Snekke, Snecce, Snegge, Sneko, Testudo), Familie mit Sitz in Perlach
Schneebergstraße, Gartenstadt Trudering
(1933) Schneeberg, höchster Berg im Fichtelgebirge, Frankens und Nordbayerns
Schneefernerstraße, Sendling-Westpark
(1931) Schneeferner, Gletscher in den Bayerischen Alpen
Schneefinkenweg, Waldtrudering
(1952) Schneefink, Vogelart aus der Familie der Sperlinge
Schneeglöckchenstraße, Lerchenau
(1947) Schneeglöckchen, Pflanzengattung innerhalb der Familie der Amaryllisgewächse
Schneeheideanger, Milbertshofen-Am Hart
(2001) Schneeheide, heimischer Zwergstrauch mit rosa Blütenglöckchen
Schneekoppenweg, Daglfing
(1972) Schneekoppe, höchster Berg der Sudeten, der Mitteleuropäischen Mittelgebirgsschwelle und Tschechiens
Schneemannstraße,
(1945) Karl Schneemann (1812–1850), deutscher Mediziner, Mitbegründer der Poliklinik der Universität München
Schneewittchenstraße, Waldperlach
(1930) Schneewittchen, Märchen aus der Sammlung der Gebrüder Grimm
Schneidemühler Straße, Denning
(1932) Schneidemühl, Stadt in Polen
Schneider-Ulrich-Weg, Untermenzing
(1964) Schneider Ulrich, alter Hausname
Schneiderhofstraße, Riem (Gronsdorf)
Die Straße liegt im Haarer Ortsteil Gronsdorf, das Haus 101 liegt aber im Münchner Stadtgebiet
Schneiderstraße, Obermenzing
(1953) Friedrich Schneider (1815–1864), deutscher Buchhändler und Verleger
Schnorr-von-Carolsfeld-Straße, Englschalking
(1936) Ludwig Schnorr von Carolsfeld (1836–1865), Opernsänger
Schnorrstraße,
(1879)
Schnorrstraße, Maxvorstadt
(1877) Julius Veit Hans Schnorr von Carolsfeld (1794–1872), deutscher Maler und Illustrator
Schobserstraße, Nymphenburg
(1915) Hans Schobser († um 1530), einer der ersten in München ansässigen Buchdrucker
Schochenbergstraße, Sendling-Westpark
(1976) Schochen, Berg in den Allgäuer Alpen
Schöllanger Weg, Forstenried
(1968) Schöllang, Ort im Allgäu
Schollerweg, Am Hart
(1965) Otto Scholler (1877–1952), Werkleiter der Münchner Verkehrsbetriebe
Schöllstraße, Allach
(1947) Rudolf Schöll (1844–1893), deutscher klassischer Philologe
Schommergässchen,
(1835)
Schommergasse,
heute Adolf-Kolping-Straße
Schommerstraße,
(1876)
Schönauer Weg, Waldtrudering
(1949) Schönau am Königssee, Gemeinde im oberbayerischen Landkreis Berchtesgadener Land
Schönbergstraße, Bogenhausen
(1906)
Schönberg, Ort bei Regensburg
Josef Anton von Schönberg (1701–1760), Bürgermeister der Stadt München
Schönbrunner Straße, Aubing
(1956) Schönbrunn, Ortsteil von Röhrmoos im Landkreis Dachau
Schönchenstraße, Harlaching
(1912) Schönchen, Münchner Künstlerfamilie
Schondorfer Straße, Sendling-Westpark
(1921) Schondorf, Gemeinde im oberbayerischen Landkreis Landsberg am Lech
Schönegger Weg, Harlaching
(1965) Schönegg, Ortsteil der Gemeinde Dietramszell, Landkreis Bad Tölz-Wolfratshausen
Schönfeldstrasse, Maxvorstadt
(1835) → Schönfeldstraße
Schönfeldstraße, Maxvorstadt
(1796) Verlauf der Straße durch das Schönfeld, Gebiet vor dem Schwabinger Tor
Schongauerstraße, Sendling-Westpark
(1904) Martin Schongauer (* um 1445–1491), deutscher Kupferstecher und Maler
Schöngeisinger Straße, Aubing
(1945) Schöngeising, Gemeinde im oberbayerischen Landkreis Fürstenfeldbruck
Schönleutnerstraße, Untermenzing
(1955) Max Schönleutner (1778–1831), deutscher Agrarwissenschaftler
Schönseer Straße, Fasangarten
(1931) Schönsee, Stadt im Oberpfälzer Landkreis Schwandorf
Schönstraße, Untergiesing
(1891) Heinrich Schön († 1640; auch Heinrich I. Schön), deutscher Architekt und Baumeister
Schönwerthstraße, Waldperlach
(1958) Franz Xaver von Schönwerth (1810–1886), Oberpfälzer Volkskundler
Schopenhauerstraße, Milbertshofen
(1913) Arthur Schopenhauer (1788–1860), deutscher Philosoph, Autor und Hochschullehrer
Schöpferplatz, Moosach
(1925)
Hans Schöpfer d. Ä. (1520–1567), Maler
Hans Schöpfer d. J. († 1610), Maler
Schöppingstraße, Obermenzing
(1955) Karl Schöpping (1856–1939), Buchhändler
Schöppnerweg, Waldperlach
(1958) Alexander Schöppner (1820–1860), deutscher Pädagoge und Schriftsteller
Schorerstraße, Giesing
(1954) Alois Schorer (1856–1920), Fabrikant
Schörgenwiesenweg, Feldmoching
(1993) Wiese namens Schergenwiese
Schornstraße, Au
(1898) Karl Schorn (1800–1850), deutscher Historienmaler
Schottenloherweg, Mittersendling
(1981) Karl Schottenloher (1878–1954), Bibliothekar, Buchhistoriker und Fachbibliograf
Schöttlstraße, Untersendling
(1898) Adam Schöttl, Anführer der Gebirgsschützen des oberen Isartals beim Oberländer Bauernaufstand
Schrafnagelberg, Untergiesing
(1951) Schrafnagel, alte Münchner Bürgerfamilie
Schragenhofstraße, Moosach
(1953) Schragenhof, altes Bauernanwesen in Moosach
Schrämelstraße, Obermenzing
(1958) alter Flurname
Schrammergasse,
(1835)
Schrammerstraße, Altstadt
(vor 1481) Schrammer (oder Schramm), Bader in dieser Straße
Schrammingerweg, Waldtrudering
(1933) alte Katasterbezeichnung
Schrannenplatz, Altstadt
Schraudolphstraße, Maxvorstadt
(1867) Johann von Schraudolph (1808–1879), deutscher Kirchen- und Historienmaler
Schreberweg, Bogenhausen
(1962) Moritz Schreber (1808–1861), deutscher Orthopäde und Hochschullehrer an der Universität Leipzig; vorher Donaustraße
Schrederbächlstraße, Ludwigsfeld
(1951) Schrederbächl, ehemaliger kleiner Bach in der Gegend
Schreiberhauer Weg, Daglfing
(1972) Schreiberhau, Stadt im Powiat Jeleniogórski in Polen
Schreilweg, Perlach
(1955) Schreil, alter Perlacher Hofname
Schreivoglstraße, Perlach
(1960) Maria Schreivogl, Münchner Bürgerin
Schrenkstraße, Schwanthalerhöhe
(1878) Schrenk, altes Patriziergeschlecht Münchens
Schreyerkultur,
(1876)
Schrimpfstraße, Lochhausen
(1947) Georg Schrimpf (1889–1938), deutscher Maler und Grafiker
Schrobenhausener Platz,
Schrobenhausener Straße, Laim
(1922) Schrobenhausen, Stadt im oberbayerischen Landkreis Neuburg-Schrobenhausen
Schröfelhofstraße, Neuhadern
(1951) Schröfelhof, ehemaliger Bauernhof in Hadern
Schroppenwiesenstraße, Ludwigsfeld
(1992) Wiesen im früheren Moos waren mit Schroppen (Grasbüscheln) bewachsen
Schrottstraße, Laim
(1932) Ludwig Joseph Schrott (1828–1917), Magistratsrat in München
Schubaurstraße, Obermenzing
(1947) Johann Lukas Schubaur (1749–1815), bayerischer Komponist und Medizinalrat
Schubertstraße, Ludwigsvorstadt
(1887) Franz Schubert (1797–1828), österreichischer Komponist
Schubinweg, Lochhausen
(1958) Friedrich Schubin († 1706), Pfarrer von Lochhausen
Schuchstraße, Solln
(1953) Carl Schuch (1846–1903), österreichischer Maler
Schuckertstraße, Obersendling
(1952) Sigmund Schuckert (1846–1895), Elektrotechniker und Gründer der Firma Schuckert & Co
Schuegrafstraße, Pasing
(1955) Eduard Schuegraf (1851–1928), deutscher Opernsänger
Schüleinplatz, Berg am Laim
(1945) Joseph Schülein (1854–1938), deutscher Brauereibesitzer und Philanthrop
Schüleinstraße, Berg am Laim
(1945) siehe vorstehend
Schulenburgstraße, Mittersendling
(1937) Matthias Johann Graf von der Schulenburg (1661–1747), kursächsischer General, Generalfeldmarschall und Diplomat der Republik Venedig
Schulgasse,
(1835)
Schulhausstraße,
(1876)
Schulmeierweg, Laim
(1972) Therese Schulmeier (1886–1968), Stifterin
Schulstraße, Neuhausen
(um 1898) Lage des Schulhauses der Gemeinde Neuhausen
Schulteweg, Allach
(1972) Karl Rudolf (1900–1966) und Maragrethe (1899–1971) Schulte, Stifterehepaar
Schultheißstraße, Solln
(1947) Albrecht Fürchtegott Schultheiss (1823–1909), Kupferstecher. Zuvor hieß sie Hubertusstraße.
Schulweg,
(1876) südlich der Pfarrhofstraße
Schumacherring, Neuperlach
(1973) Kurt Schumacher (1895–1952), SPD-Politiker
Schumannstraße, Bogenhausen
(1899) Robert Schumann (1810–1856), deutscher Komponist, Musikkritiker und Dirigent
Schurichstraße, Obermenzing
(1962) Karl Robert Schurich (1813–1875), Buchdrucker und Zeitungsverleger
Schurrweg, Pasing
(1985) Hans Schurr (1864–1934), deutscher Architekt
Schüsselkarstraße, Sendling-Westpark
(1935) Schüsselkar, Hochplateau im Wettersteingebirge
Schussenrieder Straße, Lochhausen
(1945) Bad Schussenried, Stadt im Landkreis Biberach in Baden-Württemberg
Schusterbauerstraße, Riem
(1937) Schusterbauer, alter Hofname
Schusterstraße, Solln
(1947) Schuster, Familienname und die Berufsbezeichnung
Schusterwolfstraße, Pasing
(1956) Beim Schusterwolf, alter Hausname
Schützenstrasse, Ludwigsvorstadt
(1835) → Schützenstraße
Schützenstraße, Ludwigsvorstadt
(vor 1812) Lage des ehemaligen Schießplatzes der Münchner Armbrustschützen
Schwabenspiegelstraße, Lerchenau
(1945) Schwabenspiegel, um 1275 entstandenes Rechtsbuch für das außersächsische Deutschland
Schwabenstraße,
Schwabinger-Landstrasse,
(1835)
Schwabingerlandstraße,
(1845)
Schwablhofstraße, Trudering
(1981) Schwablhof, alter Hofname in Trudering
Schwabmüllerstraße, Allach
(1959) Sigmund Peckh, genannt Schwabmüller († 1572), erster nachweisbarer Müller in Untermenzing
Schwaige an der,
(1876) bei der äußeren Wienerstraße
Schwalbenstraße, Au
(1906) Schwalben, Familie der Ordnung Sperlingsvögel
Schwalbenstraße, Solln
Wurde 1947 um benannt in Moraltstraße.
Schwammerlweg, Waldtrudering
(1933) Schwammerl, Bezeichnung für Großpilze in Österreich und im bairischen Dialekt
Schwandorfer Straße, Südgiesing
(1931) Schwandorf, Große Kreisstadt im Regierungsbezirk Oberpfalz in Bayern
Schwaneckstraße, Sendling
(1930) Burg Schwaneck in Pullach im Isartal südlich von München, die J. F. Gärtner von 1842 bis 1844 für den Bildhauer Ludwig Schwanthaler erbaute
Schwanenweg, Waldtrudering
(1934) Schwan, Gattung der Entenvögel
Schwanhildenstraße, Berg am Laim
umbenannt laut Beschluss vom 19. Oktober 2000 in Schwanhildenweg
Schwanhildenweg, Berg am Laim
(2000) Schwanhild war eine fromme, adelige Witwe die ihren Besitz an das Hochstift Freising 870 übergab
Schwankhardtweg, Riem
(1969) Schwankhardt, Hofname in Trudering, verlief von Am Mitterfeld abzweigend Richtung Am Hüllgraben
Schwanseestraße, Obergiesing-Fasangarten
(1910) Schwansee im Ostallgäu südöstlich von Füssen
Schwanthalerhöhe,
(1876)
Schwanthalerstraße Schwanthalerhöhe, Ludwigsvorstadt
(1850) Ludwig von Schwanthaler (1802–1848), Bildhauer
Schwarzanger, Freimann
(1950) alter Flurname
Schwarzdornweg, Neuhadern
(1966) Schwarzdorn (auch Schlehdorn) Pflanzenart innerhalb der Familie der Rosengewächse
Schwarzenbacher Straße, Südgiesing
(1931) Schwarzenbach, Stadt im oberfränkischen Landkreis Hof
Schwarzenbergstraße, Südgiesing
(1906) Johann Freiherr von Schwarzenberg (1463–1528), Hofmeister des Fürstbischofs von Bamberg
Schwarzenkopfstraße, Neutrudering
(1949) Schwarzenkopf, Berg östlich des Spitzingsees
Schwarzhauptstraße, Milbertshofen-Am Hart, Schwabing-Freimann
(1996) Elisabeth Schwarzhaupt (1901–1986), deutsche Politikerin (CDU)
Schwarzhölzlstraße, Feldmoching
(1947) alter Flurname
Schwarzhuberweg, Allach
(1966) Schwarzhuber, Name eines Anwesens in Allach
Schwarzmannstraße, Maxvorstadt
(1912) Anton und Frieda Schwarzmann, Stifter
Schwarzspechtstraße, Waldtrudering
(1951) Schwarzspecht, Vogelart aus der Unterfamilie der Echten Spechte
Schwarzstraße, Au
(1878) Christoph Schwartz (auch Schwarz; um 1548–1592), Hofmaler in München
Schwarzwaldstraße, Englschalking
(1932) Schwarzwald, Deutschlands höchstes und größtes zusammenhängendes Mittelgebirge im Südwesten Baden-Württembergs
Schwedensteinstraße, Truderinger Grenzkolonie
(1933) Schwedenstein, ein um 1500 errichteter Bildstock aus Tuffstein, der heute im Stadtmuseum München steht
Schwedenstraße, Schwabing
(1906) drei Schwedenkönige aus dem Hause Wittelsbach (Karl X., Karl XI., Karl XII.)
Schweidnitzer Straße, Untermenzing, Moosach
(1924) Schweidnitz, Stadt in der polnischen Woiwodschaft Niederschlesien
Schweigerstraße, Au
(1899) Schweiger, bekannte Münchner Schauspielerfamilie
Schweinfurter Straße, Neuaubing
(1959) Schweinfurt, kreisfreie Stadt in Unterfranken
Schweizer Platz, Fürstenried
(1988) Schweiz, Staat in Mitteleuropa
Schwemmstraße, Aubing
(1942) ehemalige Pferdeschwemme am Langwieder Bach
Schweppermannstraße, Berg am Laim
(1959) Seyfried Schweppermann (um 1257–1337), Feldhauptmann der Reichsstadt Nürnberg
Schwerdweg, Allach
(1957) Friedrich Magnus Schwerd (1792–1871), deutscher Gymnasiallehrer, Geodät, Astronom und Physiker
Schwere-Artillerie-Straße
heute unbenannte Straße, die von der Blutenburgstraße durch das heutige Bayerisches LKA bis zur heutigen Marsstraße führt und heute zur Blutenburgstraße hin abgesperrt ist
Schwere-Reiter-Straße, Neuhausen, Schwabing-West
(1938) schwere Kavallerieeinheiten der bayerischen Armee in der an die Straße angrenzenden Prinz-Leopold-Kaserne; vor der Umbenennung Teil der Leonrodstraße.
Schwertlilienweg, Lerchenau
(2004) Schwertlilien (Iris), Pflanzengattung
Schwester-Adelmunda-Weg, Perlach
(1990) Schwester Adelmunda Brandl (1906–1987), Oberin der Dillinger Franziskanerinnen, Lehrerin an der Perlacher Mädchenschule
Schwester-Eubulina-Platz, Au
(2000) Schwester Eubulina, mit bürgerlichem Namen Walburga Wegerer (1900–1986), Angehörige des Ordens der Mallersdorfer Schwestern, der seit 1879 die Führung von Kinderheimen in der Au und in Haidhausen innehatte
Schwetzingenstraße, Aubing
(1967) Schwetzingen, Stadt mit Schlossanlage in Baden-Württemberg
Schwindstraße, Maxvorstadt
(1877) Moritz von Schwind (1804–1871), österreichischer Maler und Zeichner
Schwingensteinweg, Neuperlach
(1976) August Schwingenstein (1881–1968), deutscher Journalist, Verleger und Politiker

Schwojerstraße, Aubing-Lochhausen-Langwied
(1947) Schwojer, alte Lochhauser Familie
Schyrenplatz, Au, Untergiesing
(1876) Schyren, alte Schreibweise für Scheyern, Ursprungsname des bayerischen Adelsgeschlechts der Wittelsbacher
Schyrenstraße, Untergiesing
(1876) siehe vorstehend
Schyrinwiesenweg, Lochhausen
(1952) alter Flurname
Sckellstraße, Haidhausen
(1876) Friedrich Ludwig Sckell (1750–1823), Gartenarchitekt und Stadtplaner, der 1789 mit der Anlage des Englischen Gartens in München und ab 1804 als Hofintendant an dessen endgültigen Ausführung maßgeblich beteiligt war
Sebastian-Bauer-Straße, Perlach
(1930) Sebastian Bauer (1860–1930), letzter Bürgermeister der ehemaligen Gemeinde Perlach
Sebastiansgasse,
(1835)
Sebastiansplatz, Altstadt
(vor 1818) Sebastianskapelle des Benediktinerstiftes Ebersberg stand an dieser Stelle
Seckenheimer Straße, Freimann
(1932) Seckenheim, ehemals kurpfälzischer Ort, heute Stadtteil von Mannheim
Sedanstraße, Haidhausen
(1872) Sedan, französische Stadt im Département Ardennes der Region Grand Est, 1870 und 1940 Ort von Schlachten in Kriegen zwischen Deutschland und Frankreich
Sedelhofstraße, Obermenzing
(1947) Sedelhof, ehemaliger Bauernhof in Menzing
Sederanger, Schwabing
(1969) Anton Seder (1850–1916), Kunstprofessor
Sedlmayrstraße, Neuhausen
(1903) Gabriel Sedlmayr, deutscher Brauereibesitzer (Spatenbräu)
Seeaustraße, Lehel
(1891) Joseph Anton von Seeau (1713–1799), Hofmusikintendant
Seebauerstraße, Ramersdorf
(1930) August Seebauer (1858–1943), Gärtnereibesitzer
Seebenseestraße, Sendling-Westpark
(1948) Seebensee, Hochgebirgssee südlich von Ehrwald
Seebergerstraße, Solln
(1947) Gustav Seeberger (1812–1888), Architekturmaler
Seebrucker Straße, Berg am Laim
(1921) Seebruck, Ortsteil der Gemeinde Seeon-Seebruck im oberbayerischen Landkreis Traunstein am Nordende des Chiemsees
Seefelder Straße, Sendling-Westpark
(1925) Seefeld, Gemeinde in Tirol
Seehauser Straße, Sendling-Westpark
(1936) Seehausen am Staffelsee, Gemeinde im oberbayerischen Landkreis Garmisch-Partenkirchen
Seehoferstraße, Laim
(1956) Seehofer, Münchner Bürger- und Ratsherrenfamilie
Seeholzenweg, Pasing
(1957) Seeholzen, Hofmark und Schloss südwestlich von München auf einer Halbinsel in der Würm
Seeligerstraße, Bogenhausen
(1925) Hugo von Seeliger (1849–1924), deutscher Astronom
Seemüllerstraße, Südgiesing
(1930) Simon Seemüller (1836–1908), Baumeister, einer der ersten Ansiedler in der Gegend
Seeriedergasse,
(1835)
Seeriederstraße, Haidhausen
(um 1854) Seerieder, ehemaliger Grundeigentümer an dieser Straße
Seerosenstraße, Freimann
(1932) Seerosen, Pflanzengattung in der Familie der Seerosengewächse
Seeshaupter Straße, Forstenried
(1919) Seeshaupt, Gemeinde im oberbayerischen Landkreis Weilheim-Schongau am Südende des Starnberger Sees
Seestraße, Schwabing
(um 1891) Nähe zum Kleinhesseloher See
Segantiniweg, Obermenzing
(1966) Giovanni Segantini (1858–1899), Maler
Segenstraße, Ramersdorf
(1931) Melchior Segen († 1655), Buchdrucker
Seidelbaststraße, Freimann
(1932) Seidelbast, Pflanzengattung aus der Familie der Seidelbastgewächse
Seidengasse,
→ St.-Jakobs-Platz
Seidleinweg, Daglfing
(1956) Lorenz von Seidlein (1856–1935), letzter Eisenbahnminister des Königreichs Bayern
Seidlhofstraße, Nymphenburg
(2009) Seidlhof, letzter bewirtschafteter Bauernhof in Neuhausen
Seidlstraße, Maxvorstadt
(1910) Gabriel von Seidl (1848–1913), Architekt, unter anderem Neubau des Deutschen Museums; vor 1910 Hasenstraße nach den früher dort beheimateten Hasen
Seiffertstraße, Daglfing
(1983) Charly Seiffert (1907–1983), Pferdetrainer
Seinsheimstraße, Obermenzing
(1938) Joseph Franz Maria von Seinsheim (1707–1787), Diplomat und Politiker des Kurfürstentums Bayern
Seitzstraße, Lehel
(1888) Franz von Seitz (1817–1883), deutscher Maler, Lithograf, Radierer und Kostümbildner
Selbhornstraße, Gartenstadt Trudering
(1972) Selbhorn, Berg des Steinernen Meeres in den Berchtesgadener Alpen
Seldeneckstraße, Neuaubing
(1945) Seldeneck, abgegangene Burg der Reichsstadt Rothenburg ob der Tauber
Seldweg, Obermenzing
(1965)
Georg Sigmund Seld (1516–1565), deutscher Jurist und Reichsvizekanzler und dessen Bruder
Christoph Seld (1514/15–1557), Hofrat
Selma-Lagerlöf-Straße, Riem
(2004) Selma Lagerlöf (1858–1940), schwedische Schriftstellerin
Semmelweisstraße, Allach
(1970) Ignaz Philipp Semmelweis (1818–1865), ungarndeutscher Chirurg und Geburtshelfer
Semmeringstraße, Gartenstadt Trudering
(1933) Semmering, Gemeinde im Bezirk Neunkirchen an der südlichen Grenze Niederösterreichs zur Steiermark (Österreich)
Semperstraße, Ramersdorf
(1932) Gottfried Semper (1803–1879), deutscher Architekt und Kunsttheoretiker
Sendlinger-Feldweg,
(1879)
Sendlinger Feldweg, Sendling-Westpark
(1992) Straße über das freie Sendlinger Feld
Sendlinger Kirchplatz, Sendling
(1897) Platz unterhalb der alten Sendlinger Kirche
Sendlinger Straße, Altstadt
(vor 1318) Sendling (heute Stadtteil von München), Ort zu dem sie führte
Sendlinger-Tor-Platz, Altstadt
(vor 1837) Sendlinger Tor, südliches Stadttor der historischen Altstadt Münchens
Sendlingergasse, Altstadt
(1835)
Sendlingerlandstraße,
(1835)
Sendlingerstraße,
(1845)
Sendlingerthorplatz,
(1835)→ Sendlinger-Tor-Platz
Sendlingerweg
Senefelderstraße, Ludwigsvorstadt
(1863) Alois Senefelder (1771–1834), Erfinder der Lithographie, Theaterschriftsteller, Sänger, Musiker und Komponist
Senftenauerstraße, Hadern, Laim
(1901) Maximilian Kurtz von Senftenau (1595–1662), bayerischer Diplomat und Politiker unter Kurfürst Maximilian I.
Senftenauerweg, Kleinhadern
(1972) siehe vorstehend
Senftlstraße, Au
(1898) Senftl, Münchner Bürgerfamilie
Sennefelderstraße,
(1879)
Sensburger Straße, Denning
(1980) Sensburg, ostpreußische Stadt, heute in Polen
Senserstraße,
(1878) Johann Sebastian Senser (um 1665; † 1706 in München), Eisenhändler, Mitglied des Äußeren Rates der Stadt München und Fähnrich bei der Münchner Bürgerwehr, wurde am 28. Dezember 1705 verhaftet und 1706 auf dem Schrannenplatz öffentlich enthauptet
Sentastraße, Oberföhring
(2009) Senta einer Figur in der Oper Der Fliegende Holländer von Richard Wagner
Sentilostraße, Obersendling
(1936) Sentilo, mutmaßlicher Gründer Sendlings
Sep-Ruf-Weg, Pasing
(1985) Sep Ruf (1908–1982), deutscher Architekt und Designer
Sertürnerstraße, Allach
(1945) Friedrich Wilhelm Adam Sertürner (1783–1841), deutscher Apotheker und Entdecker des Morphins
Servetstraße, Allach
(1945) Michael Servet(us) (1509/1511–1553), spanischer Arzt, humanistischer Gelehrter und antitrinitarischer Theologe
Setzbergstraße, Obergiesing
(1952) Setzberg, Berg im Mangfallgebirge
Seuffertstraße, Lerchenau
(1946)
Johann Adam von Seuffert (1794–1857) und
Lothar von Seuffert (1843–1920), deutsche Rechtsgelehrte
Seumestraße, Obersendling
(1926) Johann Gottfried Seume (1763–1810), deutscher Schriftsteller und Dichter
Severinstraße, Obergiesing
(1897) Severin von Noricum (Severinus; um 410–482), spätantiker Heiliger, Missionar und Klostergründer in Noricum
Sexauerstraße, Waldtrudering
(1923) Wilhelm Sexauer (1861–1925), Gasthofbesitzer im jetzigen Waldtrudering
Seybothstraße, Harlaching
(1912) Friedrich Seyboth (1844–1910), Kommerzienrat, auf dessen Antrag der Bau des Sanatoriums Harlaching beschlossen wurde
Seydlitzplatz, Moosach
(1925) Friedrich Wilhelm von Seydlitz (1721–1773), preußischer Kavalleriegeneral
Seydlitzstraße, Moosach
(1935) siehe vorstehend
Shakespeareplatz, Bogenhausen
(1964) William Shakespeare (1564–1616), englischer Dramatiker, Lyriker und Schauspieler
Sibeliusstraße, Pasing-Obermenzing
(1959) Jean Sibelius (1865–1957), finnischer Komponist
Siberstraße, Allach
(1947) Thaddäus Siber (1774–1854), Mathematiker und Physiker
Sickenbergerstraße, Untermenzing
(1947) Joseph Sickenberger (1872–1945), deutscher katholischer Theologe
Sickingerstraße, Moosach
(1947) Adalbert (1837–19410) und Jeanette Sickinger (1842–1920), wohltätige Stifter
Siebenbrunn,
(1876)
Siebenbrunner Straße, Untergiesung
(1906) Siebenbrunn, ehemaliger Edelsitz auf dem heutigen Gelände des Tierparks Hellabrunn
Siebenbürgener Straße, Sendling-Westpark
(1937) Siebenbürgen, historisches und geografisches Gebiet im südlichen Karpatenraum im Zentrum Rumäniens
Siebertstraße, Bogenhausen
(um 1880) Max von Siebert (1829–1901), deutscher Architekt und bayerischer Baubeamter
Sieboldstraße, Au,
(1908)
Carl Theodor Ernst von Siebold (1804–1885), deutscher Arzt und Zoologe und dessen Vetter
Philipp Franz von Siebold (1796–1866), bayerischer Arzt, Japan- und Naturforscher, Ethnologe, Botaniker und Sammler
Siedlerstraße, Ramersdorf
(1930) erste Siedler in der Gegend
Siedlerstraße, Solln
Wurde 1947 umbenannt in Rietschelstraße.
Siegenburger Straße, Sendling-Westpark
(1922) Siegenburg, Marktgemeinde im niederbayerischen Landkreis Kelheim
Siegertsbrunner Straße, Perlach
(1962) Siegertsbrunn, Teilort der Gemeinde Höhenkirchen-Siegertsbrunn im Landkreis München
(1962) Siegertsbrunn, Teilort der Gemeinde im Landkreis München
Siegesstraße, Schwabing
(1888) Erinnerung an die Siege im Deutsch-Französischen Krieg 1870/71
Siegfried-Mollier-Straße, Neuperlach
(1967) Siegfried Mollier (1866–1954), deutscher Mediziner
Siegfriedstraße, Schwabing
(1898) Siegfried August Max Maria Herzog in Bayern (1876–1952), königlich-bayerischer Oberst
Sieglindenstraße, Nymphenburg
(1914) Sieglinde, Mutter Siegfrieds in der Nibelungensage
Siegmannstraße, Pasing
(1947) Michael Siegmann (1895–1933), Vorsitzender der AOK München-Land
Siegmund-Schacky-Straße, Moosach
(1913) Siegmund Freiherr von Schacky (1850–1913), deutscher Verwaltungsbeamter
Siegrunestraße, Nymphenburg
(1931) Walküre in der Oper Ring des Nibelungen von Richard Wagner
Siegsdorfer Straße, Berg am Laim
(1921) Siegsdorf, Gemeinde im Landkreis Traunstein in Oberbayern
Siemensallee, Obersendling
(1959) Werner von Siemens (1816–1892), deutscher Erfinder und Industrieller
Sigererstraße, Lochhausen
(1947) Sigerer, bereits um 1645 in Lochhausen ansässiges Geschlecht
Sighartstraße, Feldmoching
(1956)
Sighardus de Veltmochingen, 1194 als Zeuge in einer Schenkungsurkunde erwähnt,
Joachim Sighart (1824–1867), deutscher römisch-katholischer Theologe, Philosoph und Kunsthistoriker
Sigi-Sommer-Platz,
(2009) Siegfried (Sigi) Sommer (1914–1996), Schriftsteller und Journalist
Siglstraße, Laim
(1928) Franz Sigl (um 1606–1679), eine der 42 Geiseln in schwedischer Gefangenschaft im Dreißigjährigen Krieg
Sigmund-Riefler-Bogen, Riem
(1999) Sigmund Riefler (1847–1912), deutscher Physiker, Erfinder und Präzisionsuhrmacher
Sigmundstraße, Lehel
(1878) Herzog Sigmund (1439–1501) aus dem Hause Wittelsbach, Herzog von Bayern-München
Silberblattstraße, Großhadern
(1938) Silberblatt, Pflanzengattung aus der Familie der Kreuzblütengewächse
Silberdistelstraße, Pasing, Hadern
(1947) Silberdistel, Pflanzenart aus der Gattung der Eberwurzen
Silberhornstraße, Obergiesing
(1899) Johann Nepomuk Silberhorn (1780–1842), katholischer Pfarrer in Giesing
Silberkopfstraße, Berg am Laim
(1935) Silberkopf, Berg südwestlich vom Tegernsee
Silberpappelstraße, Lerchenau
(1954) Silberpappel, Pflanzenart aus der Gattung der Pappeln
Silcherstraße, Milbertshofen
(1924) Friedrich Silcher (1789–1860), deutscher Komponist und Musikpädagoge
Silvanastraße, Johanneskirchen
(1960) Silvana, Oper in drei Aufzügen von Carl Maria von Weber
Silvrettaweg, Fürstenried
(1965) Silvretta, Gebirgsgruppe in den zentralen Ostalpen
Simbacher Straße, Berg am Laim
(1925) Simbach am Inn, Stadt im niederbayerischen Landkreis Rottal-Inn
Simeoniplatz, Neuhausen
(1927) Ludovica Violanda Freifrau von Simeoni stiftete für das kurfürstliche Waisenhaus
Simeonistraße, Neuhausen
(1900) siehe vorstehend
Simmerleinplatz, Moosach
(1947) Anton Simmerlein (1867–1936), wohltätiger Stifter
Simmernstraße, Schwabing-West
(1906) Simmern, Stadt in Rheinland-Pfalz
Simmsteig, Bogenhausen
(1966) Franz Xaver Simm (1853–1918), österreichischer Maler und Illustrator
Simon-Knoll-Platz, Au
(1928) Simon Knoll (1828–1907), Stadtpfarrer der Mariahilfkirche
Simonsfeldstraße, Untermenzing
(1956) Henry Simonsfeld (1852–1913), deutscher Historiker
Simplonstraße, Gartenstadt Trudering
(1950) Simplon, Strassenpass in den Walliser Alpen
Simrockstraße, Moosach
(1926) Karl Simrock (1802–1876), deutscher Dichter und Philologe
Simsseestraße, Obergiesing
(1933) Simssee in Oberbayern
Sindoldstraße, Nymphenburg
(1935) Sindold, Gestalt aus dem Nibelungenlied
Singelspielergasse,
(1835)
Singlspielerstraße, Altstadt
(vor 1806) Singspieler, früher dort ansässige Brauerfamilie
Singstraße,
(1835)
(1845) → Schillerstraße
Sinti-Roma-Platz, Schwanthalerhöhe
(2002) Sinti und Roma, historisch gewachsene Minderheit, die seit etwa dem 15. Jahrhundert in Deutschland lebt
Sintpertstraße, Obergiesing
(1956) Sintpert (um 750–807), Bischof in Augsburg
Sintzenichstraße, Solln
(1947) Heinrich Sintzenich (1752–1812), Kupferstecher. Zuvor hieß sie Almrauschstraße.
Sipplinger Straße, Aubing
(1965) Sipplingen, Gemeinde im Bodenseekreis in Baden-Württemberg
Sittener Weg, Fürstenried
(1967) Sitten (französisch Sion), Gemeinde und der Hauptort des Kantons Wallis, Schweiz
Situlistraße, Freimann
(1950) Situli, Grundbesitzer und Kirchenstifter in Freimann des 9. Jahrhunderts
Skabiosenplatz, Lerchenau
(1947) Skabiosen, Pflanzengattung in der Unterfamilie der Kardengewächse
Skabiosenstraße, Lerchenau
(1972) siehe vorstehend
Skagerrakstraße, Moosach
(1925) Skagerrak, Teil der Nordsee zwischen der Nordküste Jütlands (Dänemark), der Südküste Norwegens und der Südwestküste Schwedens
Slevogtstraße, Sendling-Westpark
(1937) Max Slevogt (1868–1932), deutscher Maler, Grafiker, Illustrator und Bühnenbildner
Slezakstraße, Obermenzing
(1956) Leo Slezak (1873–1946), österreichischer Opernsänger und Schauspieler
Smaragdstraße, Ludwigsfeld
(1952) Smaragd, Kristallart
Smetanastraße, Obermenzing
(1956) Friedrich Smetana (1824–1884), tschechischer Komponist
Sofiastraße, Riem
(2011) Sofia, Hauptstadt Bulgariens
Sohnkestraße, Solln
(1938) Leonhard Sohncke (1842–1897), Mathematiker und Physiker, Leiter des Physik-Departments der Technischen Hochschule München
Solalindenstraße, Trudering
(1932) Solalinden, Ortsteil der Gemeinde Putzbrunn im Landkreis München
Soldauer Straße, Denning
(1930) Soldau, Stadt in Polen
Soldhofstraße, Aubing
(1955) Soldhof, alter Bauernhof in der Gemeinde Aubing
Soldnerweg, Bogenhausen
(1960) Johann Georg von Soldner (1776–1833), deutscher Physiker, Mathematiker, Astronom und Geodät
Sollerbauerweg, Pasing
(1998) seit 1763 urkundlich erwähnter Bauernhof mit Sattlerei (Sattlerbauer), im allgemeinen Sprachgebrauch der Gegend Sollerbauer genannt
Söllereckstraße, Harlaching
(1939) Söllereck, Berg in den Allgäuer Alpen bei Oberstdorf
Sollner Straße, Solln
(1924) Solln, Gemeinde im Süden Münchens, 1938 eingemeindet. Zuvor hieß sie Frohsinnstraße/Hirschenstraße.
Solnhofener Straße, Lochhausen
(1947) Solnhofen, Gemeinde an der Altmühl im Südosten des mittelfränkischen Landkreis Weißenburg-Gunzenhausen
Solothurner Straße, Fürstenried
(1960) Solothurn, Hauptort des Kantons Solothurn in der Schweiz
Söltlstraße, Harlaching
(1910) Johann Michael von Söltl (1797–1888), bayerischer Historiker, Archivar und Rhetoriker
Sommerstrasse, Au, Untergiesing
(1835) → Sommerstraße
Sommerstraße, Au, Untergiesing
(1894) Sommer, Jahreszeit
Sommerweide, Feldmoching
(1938) gemeinsamer Weidegrund der Feldmochinger Bauern
Sondermeierstraße, Freimann
(1931) Sondermeierhof, ehemaliger Bauernhof
Sonnbergstraße, Berg am Laim
(1935) Sonnberg, Berg südwestlich vom Tegernsee
Sonnblickstraße, Großhadern
(1938) Sonnblick ist die lokale bezeichnung für das dortige Gartenviertel
Sonnenblumenstraße, Großhadern
(1947) Sonnenblume, Pflanzenart aus der Familie der Korbblütler
Sonnenlängstraße, Mittersendling
(1937) alter Flurname
Sonnenspitzstraße, Gartenstadt Trudering
(1933) Ehrwalder Sonnenspitze, Berg der Mieminger Kette in Tirol
Sonnenstraße, Altstadt, Ludwigsvorstadt
(1812) Verlauf in Nord-Süd-Richtung, auf den höchsten Stand der Sonne zur Mittagszeit hin ausgerichtet
Sonnenstrasse,
(1835)
Sonnentaustraße, Fasanerie
(1947) Sonnentau, Pflanzengattung der Familie der Sonnentaugewächse
Sonnleitnerstraße, Freimann
(1985) Fritz Sonnleitner (1920–1984), Konzertmeister der Münchner Philharmoniker
Sonnwendjochstraße, Berg am Laim
(1920) Hinteres Sonnwendjoch, höchster Berg des Mangfallgebirges
Sonthofener Straße, Forstenried
(1930) Sonthofen, Kreisstadt des schwäbischen Landkreises Oberallgäu in Bayern
Sophie-Stehle-Straße,
(1914) Sophie Stehle (1842–1921), deutsche Opernsängerin
Sophienstraße, Maxvorstadt
(1810) Prinzessin Sophie (1805–1872), Erzherzogin von Österreich
Sörgelstraße, Solln
(1956)
Johann von Sörgel (1848–1910), Leiter der obersten Baubehörde Bayerns
Herman Sörgel (1885–1952), Architekt
Soxhletstraße, Schwabing
(1926) Franz von Soxhlet (1848–1926), deutscher Agrikulturchemiker
Soyerhof,
(1876) westlich von Harlaching
Soyerhofstraße, Obergiesing, Neuharlaching
(vor 1854) Soyerhof, ein heute nicht mehr existierender Bauernhof
Spalatinstraße, Waldperlach
(1956) Georg Spalatin (1484–1545), deutscher Humanist, Theologe, Reformator und Historiker
Spaldingstraße, Waldperlach
(1931) Johann Joachim Spalding (1714–1804), deutscher protestantischer Theologe, Kirchenlieddichter und Popularphilosoph
Sparkassenstraße, Altstadt
(1907) Hauptsitz der Stadtsparkasse München
Spatenstraße, Maxvorstadt
(1877) Lage der Gebäude der Spatenbrauerei
Spatzenstrasse,
(1835)
Spatzenwinkel, Lochhausen
(1958) Spatz, Bezeichnung für einen Vogel aus der Gattung der Sperlinge
Specklinplatz, Sendling-Westpark
(1937) Daniel Specklin (1536–1589), elsässischer Festungsbaumeister, Ingenieur und Kartograph
Speicherstraße, Berg am Laim
(2017) Areal, auf dem zwischen 1945 und 1996 Kartoffeln der Pfanniwerke gelagert wurden
Specklstraße, Perlach
(1956) Josef Speckl (1866–1945), Kaufmann, Gemeinderat in Perlach
Spengelplatz, Am Hart
(1945) Johann Ferdinand Spengel (1819–1903), Landschaftsmaler
Sperberstraße, Waldtrudering
(1933) Sperber, Greifvogel aus der Familie der Habichtartigen
Sperlingweg, Am Hart
(1949) Sperling, Familie der Singvögel
Sperlstraße, Forstenried
(1927) Johann Sperl (1840–1914), deutscher Maler
Spertentalstraße, Trudering
(1949) Spertental, südliches Seitental des Brixentals in Tirol
Spervogelstraße, Oberföhring
(1930) Spervogel, hochmittelalterlicher, mittelhochdeutscher Sangspruchdichter
Spessartstraße, Englschalking
(1958) Spessart, deutsches Mittelgebirge
Speyerer Straße, Schwabing-West
(1906) Speyer, kreisfreie Stadt in Rheinland-Pfalz
Spicherenstraße, Haidhausen
(um 1880) Spicherer Höhen, Schlacht bei Spichern im Deutsch-Französischen Krieg von 1870/71
Spiegelbergstraße, Allach
(1947) Wilhelm Spiegelberg (1870–1930), deutscher Ägyptologe
Spiegelstraße, Pasing
(1938) Matthias Spiegel (1827–1899), Großgrundbesitzer und Wohltäter in Pasing
Spieljochstraße, Gartenstadt Trudering
(1921) Spieljoch, Berg im Rofan im österreichischen Bundesland Tirol
Spielmannsauer Straße, Forstenried
(1970) Spielmannsau, kleiner Weiler südlich von Oberstdorf im Trettachtal
Spieltränkergasse, Aubing
(1947) Spieltränker, alter Hausname
Spilhofstraße, Oberföhring
(1988) Spilhof, alter Hofname
Spindlerplatz, Obersendling
(1926) Karl Spindler (1796–1855), deutscher Schriftsteller
Spindlerstraße, Obersendling
(1927) siehe vorstehend
Spiridon-Louis-Ring, Milbertshofen
(1971) Spyridon Louis, griechischer Marathonsieger bei den ersten neuzeitlichen Olympischen Spielen 1896 in Athen
Spitalgässchen,
(1835)
Spitalgasse,
(1845)
Spitalstraße,
(1876 bis circa 1910) (→ Reisingerstraße)
Spitzelbergstraße, Forstenried
(1928) Spitzelberg, bewaldeter Hügel im Forstenrieder Park
Spitzerstraße, Am Hart
(1937) Spitzer, Münchner Handwerker im 14. Jahrhundert
Spitzingplatz, Obergiesing
(1959) Spitzing, Ski- und Wandergebiet rund um den Spitzingsee
Spitzwegstraße, Untersendling
(1890) Carl Spitzweg (1808–1885), Münchner Apotheker und Maler, ab 1844 arbeitete er auch als Zeichner für die Fliegenden Blätter
Spixstraße, Obergiesing
(1902) Johann Baptist von Spix (1781–1826), Zoologe und Brasilienreisender, Gründer der Zoologischen Staatssammlung München
Sponeckplatz, Aubing
(1947) Burg Sponeck (Spanegg) bei Sasbach am Kaiserstuhl-Jechtingen im Landkreis Emmendingen in Baden-Württemberg
Sponeckstraße, Aubing
(1947) siehe vorstehend
Sporergasse,
(1835)
Sporerstraße, Altstadt
(vor 1780) Sporer (auch Spornmacher), Gewerbetreibende, die Sporen anfertigten, waren hier ansässig
Sporrerstraße,
(1876)
Sportlerweg, Neuaubing
(1972) Lage am Sport- und Freizeitzentrum
Spreestraße, Englschalking
(1935) Spree, linker Nebenfluss der Havel
Spretistraße, Englschalking
(1932) Sigmund Graf Spreti (1732–1809), Hofrat und langjähriger Vizepräsident der Bayerischen Akademie der Wissenschaften
Springerstraße, Solln
(1964) Balthasar Springer (* um 1470; † um 1510), Tiroler Afrika- und Indienreisender
Sprunerstraße, Neuhausen
(1912) Karl Spruner von Merz (1803–1892), deutscher General, Kartograph und Schriftsteller
St.-Anna-Platz, Lehel
(1888) Pfarrkirche St. Anna am Platz
St.-Anna-Straße, Lehel
(1888) siehe vorstehend
St.-Augustinus-Straße, Trudering
(1932) Kirche St. Augustinus
St.-Blasien-Straße, Schwabing-West
(1925) St. Blasien, Stadt im Landkreis Waldshut in Baden-Württemberg
St.-Bonifatius-Straße, Obergiesing
(1951) heiliger Bonifatius (um 673–754/755), Missionar und Kirchenreformer
St.-Cajetan-Straße, Ramersdorf
(1979) Kajetan von Thiene (auch: Cajetan, ital. Gaetano, lat. Cajetanus; 1480–1547), Mitbegründer des Ordens der Theatiner und ist Heiliger der katholischen Kirche
St. Emmeram, Oberföhring
(1931) S.-Emmeram-Kapelle, 1866 errichtet
St.-Emmeram-Brücke,
(2005) heiliger Emmeram von Regensburg († 652), dessen Leichnam bei der Überführung nach Regensburg im Oberföhringer Ortsteil St. Emmeram eingeschifft wurde
St.-Galler-Straße, Neuhausen
(1953) St. Gallen, Gemeinde, Hauptort des gleichnamigen Ostschweizer Kantons
St.-Ingbert-Straße, Ramersdorf
(1923) St. Ingbert, Stadt im Saarland
St.-Jakobs-Platz, Altstadt
(1886) St. Jakob, Kirche am Platz; frühere Namen: Stadthausgasse, Heumarkt und Seidengasse
St.-Johann-Straße, Allach
(1938) St. Johann, kleiner Ortsteil der ehemals selbständigen Gemeinde Allach
St.-Koloman-Straße, Perlach
(1930) Koloman († 1012), irischer Königssohn, auf einer Pilgerreise ins Heilige Land bei Stockerau hingerichtet
St.-Magnus-Straße, Harlaching
(1910) Magnus von Füssen (8. Jahrhundert), Klostergründer und erster Abt der Abtei St. Mang
St.-Martin-Straße, Obergiesing, Ramersdorf
(1897) Martin von Tours (um 316–397), Begründer des abendländischen Mönchtums und der dritte Bischof von Tours
St.-Martins-Platz, Obergiesing
(1891) siehe vorstehend
St.-Michael-Straße, Berg am Laim
(1914) St. Michael, Pfarrkirche in Berg am Laim
St.-Nikolaus-Platz, Schwabing-Freimann
(2014) St. Nikolaus (um 280 – um 350), frühchristlicher Bischof von Myra, Heiliger der Ost- und Westkirche
St.-Paul-Straße, Ludwigsvorstadt
(1887) St. Paul, Pfarrkirche
St.-Pauls-Platz, Ludwigsvorstadt
(1897) siehe vorstehend
St.-Quirin-Platz, Obergiesing, Neuharlaching
(1937) Quirinus von Tegernsee (auch Quirinus von Rom; † 269), Märtyrer und Heiliger des 3. Jahrhunderts
St.-Quirin-Straße, Obergiesing
(1938) siehe vorstehend
St.-Ulrich-Straße, Laim
(1901) St.-Ulrichs-Kirche
St.-Veit-Straße, Berg am Laim
(1920) Kloster Sankt Veit, ehemalige Benediktiner-Abtei in Neumarkt-Sankt Veit in Bayern in der Erzdiözese München und Freising
St.-Wendel-Straße, Obersendling
(1998) St. Wendel, Kreisstadt im Nordosten des Saarlandes
St.-Wolfgangs-Platz, Au
(1918) St.-Wolfgangs-Pfarrkirche
St.-Zeno-Weg, Giesing
(1957) St.-Zeno-Münster, Kirche der Stadt Bad Reichenhall in Bayern
Stabelerstraße, Hasenbergl
(1960) Johann Niederwieser, genannt Stabeler Hansl (1853–1902), Bergführer und Kletterer
Stäblistraße, Thalkirchen-Obersendling-Forstenried-Fürstenried-Solln
(1931) Adolf Stäbli (1842–1901), Schweizer Maler
Stadelbergstraße, Neuharlaching
(1925) Stad(e)lberg, Alpenvorberg bei Miesbach
Stadelheim,
(1876) westlich von Harlaching
Stadelheimer Straße, Obergiesing-Fasangarten
(1897) Stadelheim, ehemaliges Gut, heute Justizvollzugsanstalt
Stademannstraße, Perlach
(1985) Adolf Stademann (1824–1895), deutscher Landschaftsmaler
Stadeweg, Englschalking
(1935) Hans Stade, Forschungsreisender im 16. Jahrhundert
Stadlerweg, Untermenzing
(1959) Anton von Stadler (1850–1917), österreichisch-deutscher Maler
Stadthausgasse, Altstadt
→ St.-Jakobs-Platz
Stadtlohner Straße, Laim
(1912) Stadtlohn, Stadt im Münsterland wegen des Siegs von 6. August 1623 im Lohner Brook von Tilly über Herzog Christian von Braunschweig
Staffelseestraße, Obersendling
(2002) Staffelsee, oberbayerischer See am Nordrand des Murnauer Mooses
Stahleckplatz, Neuhadern
(1947) Burg Stahleck über Bacharach am Rhein
Stahleckstraße, Neuhadern
(1947) siehe vorstehend
Stahlgruberring, Trudering
(1981) Otto (1900–19691) und Willy Stahlgruber (1906–1966), Gründer der Firma Stahlgruber
Stahlstraße, Obermenzing, Untermenzing
(1955) Stahl, Münchner Buchhändlerfamilie im 20. Jahrhundert
Staltacher Straße, Sendling-Westpark
(1919) Staltach, Ortsteil der Gemeinde Iffeldorf im Landkreis Weilheim-Schongau
Ständlerstraße, Obergiesing, Ramersdorf-Perlach
(1931) Familie Ständler (Staendler, Standler), Klingenschmiedfamilie aus Passau (urkundlich nachweisbar 1455 bis 1647), eine Seitenlinie in München ansässig
Stanigplatz, Hasenbergl
(1960) Valentin Stanig (1774–1847), Domherr in Salzburg, verwegener Bergsteiger der Frühzeit
Stapferstraße, Pasing
(1954) August Stapfer (1860–1916), erster Direktor der Lehrerbildungsanstalt in Pasing
Starenweg, Am Hart
(1936) Star, Vogelart
Stargarder Straße, Denning
(1930) Stargard, Stadt in Pommern im heutigen Polen
Starnberger Straße, Forstenried
(1919) Starnberg
Staubstrasse,
(1835)
Staubstraße,
(1845)
Staudacher Straße, Berg am Laim
(1921) Staudach, Ortsteil von Staudach-Egerndach in Oberbayern
Staudenäckerweg, Pasing-Obermenzing, Aubing-Lochhausen-Langwied,
(2014) alter Flurname
Staudenrauchstraße,
(1937) Staudenrauch, Münchner Handwerker zu Beginn des 14. Jahrhunderts
Staudingerstraße, Ramersdorf-Perlach
(1967) Hermann Staudinger (1881–1965), Nobelpreisträger 1953 für Chemie
Staufener Straße, Aubing
(1947) Staufen, Stadt im Breisgau
Stauffenbergstraße, Schwabing-West
(1903) Franz August Freiherr von Stauffenberg (1834–1901), Gutsbesitzer und Parlamentarier; Abgeordneter der Bayerischen Fortschrittspartei im Bayerischen Landtag (1866–1877 und 1879–1898) und Bayerischer Landtagspräsident 1875; Abgeordneter im Deutschen Reichstag (1871–1893)
Früher verlief die Straße über die damalige Bechsteinstraße hinaus bis zur Hildeboldstraße.
Stefan-George-Ring, Bogenhausen
(1984) Stefan George (1868–1933), Dichter und Lyriker
Stefan-Zweig-Weg, Sendling-Westpark
(1968) Stefan Zweig (1881–1942), österreichischer Schriftsteller
Steffanistraße, Obermenzing
(1947) Agostino Steffani (1654–1728), italienischer Komponist, Diplomat und katholischer Titularbischof
Steffelhofstraße, Kirchtrudering
(1933) Zum Steffel, Bauernhof
Steffelweg, Lochhausen
(1965) Steff(e)l, alter Langwieder Familien- und Hausname
Stegener Weg, Laim
(1972) Stegen, Ortsteil der Gemeinde Inning am Ammersee im oberbayerischen Landkreis Starnberg
Stegmühlstraße, Bogenhausen
(1963) ehemalige Stegmühle
Steiermarkstraße, Pasing
(1953) Steiermark, Bundesland der Republik Österreich
Steinachtalweg, Ramersdorf
(1935) Steinach, rechter Zufluss des Mains
Steinbacherstraße, Bogenhausen
(1897) Josef Steinbacher (1819–1869), Arzt und Verfasser medizinischer Fachbücher
Steinbeisplatz, Laim
(1925) Otto von Steinbeis (1839–1920), deutscher Unternehmer und Industriepionier
Steinbergerstraße,
(1954) Stephan Steinberger (1833–1905), bayerischer Bergsteiger und Kapuzinerpater
Steinbrechweg, Kleinhadern
(1947) Steinbrech, Pflanzengattung in der Familie der Steinbrechgewächse
Steindlstraße, Hasenbergl
(1954) Beim Steindl, ehemaliger Großbauernhof
Steinerstraße, Untersendling, Obersendling
(um 1905) Joachim Steiner, Wohltäter der früheren Ruralgemeinde Thalkirchen, Grenze zwischen Neuhofen (Stadtbezirk 6 Sendling) und Obersendling (zu Bezirk 19)
Steinerweg, Pasing
(1948) ehemalige Steinermühle an der Straße
Steingadener Straße, Neuharlaching
(1945) Steingaden, Gemeinde im oberbayerischen Landkreis Weilheim-Schongau
Steinhauser Straße, Bogenhausen
(1899) Steinhausen, ehemalige Weiler und heute Stadtteil
Steinheide, Lerchenau
(1956) Steinheide, ehemaliger Landschaftscharakter der Gegend
Steinheilstraße, Maxvorstadt
(1877) Carl August von Steinheil (1801–1870), ab 1832 Professor für Mathematik an der Universität München
Steinickeweg, Maxvorstadt
(1955) Carl Georg Steinicke (1877–1939), genannt Papa Steinicke, Buchhändler und Antiquar
Steinkauzweg, Aubing-Lochhausen-Langwied
(2019) Steinkauz, eine Gattung der Eigentlichen Eulen
Steinkirchner Straße, Fürstenried
(1962) Steinkirchen, Ortsteil der Gemeinde Planegg im Landkreis München
Steinkleeweg, Lerchenau
(1957) Steinklee, Pflanzengattung, die zur Unterfamilie der Schmetterlingsblütler
Steinmetzstraße, Obersendling
(1919) Joseph Steinmetz (1835–1924), Möbelfabrikant, Förderer gemeinnütziger Vereine
Steinpilzweg, Großhadern
(1947) Steinpilz, Sektion in der Pilzgattung Dickröhrlinge
Steinröschenstraße, Lerchenau
(1995) Steinröschern, Pflanzenart aus der Gattung Seidelbast
Steinsdorfstraße, Lehel
(1888) Kaspar von Steinsdorf (1797–1879), Jurist, Münchner Bürgermeister und bayerischer Landtagsabgeordneter
Steinseestraße, Ramersdorf
(1959) Steinsee östlich von München auf dem südwestlichen Gebiet der oberbayerischen Gemeinde Moosach
Steinstraße, Haidhausen
(1856) ehemalige Kiesgrube in der Gegend
Steinweg,
(1876)
Steirerstraße, Obermenzing
(1955) Steirer (Steyrer), Obermenzinger Wirtsfamilie
Stelznerstraße, Solln
(1947) Heinrich Stelzner (1833–1910), Maler und Grafiker
Stemplingeranger, Neuperlach
(1971) Eduard Stemplinger (1870–1964), deutscher Gymnasiallehrer und Schriftsteller
Stengelstraße, Schwabing
(1897) Stephan Freiherr von Stengel (1750–1822), pfälzisch-bayerischer Aufklärer, liberaler Finanz- und Wirtschaftsfachmann
Stephan-Lochner-Straße, Sendling-Westpark
(1958) Stephan Lochner (um 1405–1451), deutscher Maler
Stephanskirchener Straße, Ramersdorf
(1945) Stephanskirchen, Gemeinde im oberbayerischen Landkreis Rosenheim
Stephansplatz, Isarvorstadt
(1876) St. Stephan, ehemalige Friedhofskirche des alten Südfriedhofs von München
Stephanstraße, Isarvorstadt
(1873) siehe vorstehend
Stephensonplatz, Perlach
(1931) George Stephenson (1781–1848), englischer Ingenieur
Sterneckerstraße, Altstadt
(vor 1696) Sternecker (Sternegger), Brauerfamilie
Sternfeldstraße, Waldtrudering
(1958) Joseph Ernst von Koch-Sternfeld (1778–1866), salzburgisch-bayerischer Beamter, Geograph, Historiker und Schriftsteller
Sternstraße, Lehel
(um 1810) Zum Stern, ehemals hier gelegene Gastwirtschaft
Sterntalerstraße, Waldperlach
(1953) Die Sterntaler, Märchen
Sternwartstraße, Bogenhausen
(1902) Sternwarte an der Straße
Sterrhubenweg, Obermenzing
(1947) Sterrhube, alter Hausname
Sterzinger Straße, Untergiesing
(1899) Ferdinand Sterzinger (1721–1786), österreichischer katholischer Theologe und Kirchenrechtler
Stethaimerstraße, Ramersdorf
(1932) Hans Stethaimer (um 1400–1460/61), deutscher Architekt und Steinmetz
Stettnerstraße, Südgiesing
(1906) Simon Stettner, um 1524 Stadtoberrichter in München
Steubenplatz, Neuhausen-Nymphenburg
(1930) Friedrich Wilhelm von Steuben (1730–1794), preußischer Offizier und US-amerikanischer General
Steubstraße, Bogenhausen
(1914) Ludwig Steub (1812–1888), deutscher Schriftsteller und Jurist
Stieglitzweg, Waldtrudering
(1933) Stieglitz, Vogelart aus der Familie der Finken
Stieglstraße, Allach
(unbekannt) alter Flurname
Stielerstraße, Ludwigsvorstadt
(1886) Karl Stieler (1842–1885), bayerischer Mundartdichter
Stierberger Straße, Neuaubing
(1947) Stierberg, Ortsteil der im südlichen Teil Oberfrankens gelegenen Stadt Betzenstein
Stievestraße, Nymphenburg
(1900) Felix Stieve (1845–1898), deutscher Historiker
Stiftsbogen, Neuhadern
(1972) Stift der Augustinum Gruppe an der Straße
Stiglmaierplatz, Maxvorstadt, Neuhausen
(1845) Johann Baptist Stiglmaier (1791–1844), Erzgießer
Stilfser-Joch-Straße,
(1929) Stilfser Joch, Gebirgspass zwischen Lombardei und Südtirol
Stöberlstraße, Laim
(1901) Johann Stöberl, Eisenhändler, eine der 42 Geiseln in schwedischer Gefangenschaft im Dreißigjährigen Krieg
Stockacher Straße, Aubing
(1983) Stockach, Stadt im Landkreis Konstanz im Süden Baden-Württembergs
Stockdorfer Straße, Fürstenried
(1921) Stockdorf, Ortsteil von Gauting im Landkreis Starnberg in Oberbayern
Stockerweg, Riem
(1969) Fritz Stocker (1910–1966), Ausbilder des Roten Kreuzes
Stockholmstraße, Riem
(2001) Stockholm, Hauptstadt Schwedens
Stöcklstraße, Obermenzing
(1938) Stöckl, alte Müller-, Bauern- und Metzgerfamilie in Obermenzing
Stockmannstraße, Solln
(1964) Hermann Stockmann (1867–1938), Maler, Zeichner und Illustrator
Stögerstraße, Laim
(1960) Maximilian Josef Stöger (1773–1857), Buchhändler, eine der 42 Geiseln in schwedischer Gefangenschaft im Dreißigjährigen Krieg
Stöhrstraße, Solln
(1956) Karl Stöhr (1859–1931), Architekt
Stollbergstraße, Altstadt
(1968) Ignaz Georg Stollberg (eigentlich Stolzberg; 1853–1926), österreichischer Schauspieler, Theaterdirektor und Regisseur
Stollstraaße, Waldperlach
(1930) Stoll, einer der ersten Siedler in der gegend
Stolzeneckstraße, Aubing
(1947) Stolzeneck, Burgruine über dem Neckartal
Stolzenfelsstraße, Neuhadern
(1947) Stolzenfels, Schloss im Mittelrheintal über Koblenz-Stolzenfels
Stolzhofstraße, Neutrudering
(2011) „Beim Stolz“, alte Hofname, geht zurück auf den Bauern Peter Stolz, der den Hof nach dem Dreißigjährigen Krieg wieder aufbaute
Stolzingstraße, Englschalking
(1933) Walter von Stolzing, Figur aus der Wagner-Oper Die Meistersinger von Nürnberg
Storchenweg, Allach
(2008) Storch, Vogel aus der Familie der Schreitvögel
Stösserstraße, Hasenbergl
(1960) Walter Stösser (1900–1935), deutscher Bergsteiger
Stradellastraße, Englschalking
(1934) Alessandro Stradella, romantische Oper in drei Akten von Friedrich von Flotow
Strahlenfelser Straße, Neuaubing
(1947) Strahlenfels, Ort mit gleichnamiger Burgruine im nördlichen Gemeindegebiet von Simmelsdorf im mittelfränkischen Landkreis Nürnberger Land
Strähuberstraße, Solln
(1947) Alexander Strähuber (1814–1882), Maler. Zuvor hieß sie  Alpenrosenstraße.
Straßbergerstraße,
(1971) Josef Straßberger (1894–1950), deutscher Gewichtheber
Straßburgerplatz,
(1876)
Straßfeldweg, Freimann
(1950) alter Flurname
Straßl ins Holz, Kirchtrudering
(1933) alter Flurname
Straßlacher Straße, Thalkirchen
(1935) Straßlach, Ortsteil der Gemeinde Straßlach-Dingharting im oberbayerischen Landkreis München
Straubinger Straße, Laim
(1914) Straubing, kreisfreie Stadt im Regierungsbezirk Niederbayern
Streberstraße, Allach
(1947) Franz Ignaz von Streber (1758–1841), Dompropst und Weihbischof im Erzbistum München und Freising, Titularbischof von Birtha, Numismatiker und Leiter des Bayerischen Münzkabinetts
Streblstraße, Solln
(1947) umbenannt in Georg-Strebl-Straße, siehe dort
Strehleranger, Neuperlach
(1967) Adolf Strehler (1880–1959), Pädagoge
Streiflacher Straße, Obersendling
(1945) Streiflach, ehemaliger Weiler und heute Stadtteil von Germering im oberbayerischen Landkreis Fürstenfeldbruck
Streitbergstraße, Neuaubing
(1945) Streitberg, Burgruine im Ortsteil Streitberg (Wiesenttal) des Marktes Wiesenttal, Landkreis Forchheim, Bayern
Streitfeldstraße, Berg am Laim
(1913) auf dem Streitfeld fand die Schlacht von Gammelsdorf statt
Strelitzer Straße, Milbertshofen
(1935) Strelitz, ehemals selbstständige Stadt Strelitz, heute Neustrelitzer Stadtteil Strelitz-Alt
Stresemannstraße, Neuharlaching
(1945) Gustav Stresemann (1878–1929), deutscher Politiker und Staatsmann der Weimarer Republik, Außenminister und Reichskanzler
Stridbeckstraße, Solln
(1947) Kupferstecher Johann Stridbeck der Jüngere (1665–1714), Kupferstecher. Zuvor hieß sie Schulstraße.
Strindbergstraße, Pasing
(1947) August Strindberg (1849–1912), schwedischer Schriftsteller und Künstler
Stroblstraße, Laim
(1901) Michael Strobl, Zisterzienserpater, eine der 42 Geiseln im Dreißigjährigen Krieg in schwedischer Gefangenschaft
Strohblumenweg, Neuharlaching
(1962) Strohblumen, Pflanzengattung aus der Familie der Korbblütler
Stromeyerstraße, Allach
(1955) Georg Friedrich Louis Stromeyer (1804–1876), deutscher Chirurg und Generalstabsarzt
Struwelpeterstraße, Waldperlach
(1953) Struwwelpeter, Bilderbuch für Kinder
Stubaier Straße, Neuperlach
(1931) Stubaier Alpen, Gebirgsgruppe in den zentralen Ostalpen
Stubenvollstraße, Haidhausen
(1927) Stubenvollkeller, ehemaliger Sommerbierkeller in der Gegend
Stuberstraße, Nymphenburg
(1904) Nikolaus Gottfried Stuber (1688–1749), deutscher Maler
Stücklenstraße, Obermenzing
(1947) Wilhelm Stücklen (1887–1929), Schriftsteller
Stuckstraße, Bogenhausen
(1928) Franz von Stuck (1863–1928), deutscher Zeichner, Maler und Bildhauer
Stüdlstraße, Feldmoching
(1954) Johann Stüdl (1839–1925), Prager Kaufmann und Förderer des Alpinismus in Österreich
Stuhlbergerstraße, Allach
(1952) Jakob Stuhlberger (1867–1940), Arzt
Stummerstraße, Allach
(1957) Friedrich Stummer (1886–1955), deutscher katholischer Theologe
Stümpflingstraße, Ramersdorf
(1931) Stümpfling, Berg in den Schlierseer Bergen im Mangfallgebirge
Stuntzstraße, Bogenhausen
(1899) Joseph Hartmann Stuntz, Komponist
Stupfstraße, Neuhausen
(1900) Stupf, Münchner Patrizierfamilie
Sturmiusweg, Berg am Laim
(1956) Sturmius (nach 700–779), Missionar, Priestermönch, Gründer und erster Abt des Klosters Fulda
Sturmstraße, Laim
(1934) Albin Sturm (1850–1910), Oberlehrer und Gründer des Münchner Lehrergesangsvereins
Sturystraße,
(1914) Richard Stury (1859–1928), Schauspieler
Stürzerstraße, Laim
(1929) Stürzer, Münchner Bürgerfamilie
Stuttgarter Straße, Freimann
(1979) Stuttgart, Landeshauptstadt von Baden-Württemberg
Sudelfeldstraße, Südgiesing
(1970) Sudelfeld, Berglandschaft der bayerischen Alpen im Mangfallgebirge
Südendstraße, Obersendling
(1935) Lage der Straße am Südende der Stadt
Sudermannallee, Neuperlach
(1971) Hermann Sudermann (1857–1928), deutscher Schriftsteller und Bühnenautor
Sudetendeutschestraße, Am Hart
(1934) Sudetendeutsche, deutschsprachige Bevölkerung in Böhmen und Mähren
Südliche Auffahrtsallee, Neuhausen
(vor 1730) Verlauf der Zufahrtsstraße zum Schloss Nymphenburg südlich des Nymphenburger Schlosskanals
Südliches Schloßrondell, Nymphenburg
(vor 1730) halbkreisförmig angeordnete Bedienstetenbauten vor dem Schloss Nymphenburg
Südparkallee, Sendling-Westpark
(1962) Verlauf entlang des Südparkes
Südtiroler Straße,
(1956) Südtirol, amtlich Autonome Provinz Bozen – Südtirol, nördlichste Provinz Italiens
Suessenguthstraße, Obermenzing
(1956) Karl Suessenguth (1893–1955), deutscher Botaniker
Sulenstraße, Solln
(1953) Sulen, morastige Bodenvertiefungen, in denen sich Wildschweine wälzen; Ursprung des Ortsnamens Solln
Sulzbacher Straße, Schwabing
(1906) Sulzbach, Ortsteil der Stadt Sulzbach-Rosenberg in der Oberpfalz
Sulzbeckstraße, Laim
(1955) Josef Sulzbeck (1767–1845), Kapellmeister, Volkssänger und Münchner Original
Sulzemooser Straße, Aubing
(1947) Sulzemoos, Gemeinde im westlichen Landkreis Dachau
Sulzer-Belchen-Weg, Gartenstadt Trudering
(1933) Sulzer Belchen, höchster Berg der Vogesen
Sulzkogelstraße, Neuperlach
(1972) Sulzkogel, Berg in den Stubaier Alpen im österreichischen Bundesland Tirol
Sulzweg, Waldtrudering
(1936) alter Flurname
Sumpfmeisenweg, Lochhausen
(1955) Sumpfmeise, Singvogelart aus der Familie der Meisen
Sundergaustraße, Waldperlach
(1954) Sundergau, mittelalterliche Gaugrafschaft im heutigen Oberbayern
Surheimer Weg, Obersendling
(1979) Surheim, Ortsteil der Gemeinde Saaldorf-Surheim im oberbayerischen Landkreis Berchtesgadener Land
Süskindstraße, Bogenhausen
(1984) Wilhelm Emanuel Süskind (1901–1970), deutscher Autor, Übersetzer, Herausgeber und Journalist
Sustrisstraße, Nymphenburg
(1900) Friedrich Sustris (1540–1599), flämischer Maler
Sutnerstraße, Harlaching
(1900) Georg Karl von Sutner (1763–1837), deutscher Beamter und Bürgermeister von München
Swakopmunder Straße, Waldtrudering
(1933) Swakopmund, Stadtgemeinde und Hauptstadt der Region Erongo im Westen von Namibia
Syltweg, Johanneskirchen
(1984) Sylt, größte nordfriesische Insel
Sylvensteinstraße, Untersendling
(1964) Sylvenstein, Bergrücken südwestlich von Lenggries, bildet den Sperrriegel für das Staubecken des von 1954 bis 1959 errichteten Sylvensteinspeichers